# Октябрьская революция
Октя́брьская револю́ция (полное официальное название в СССР — «Вели́кая Октя́брьская социалисти́ческая револю́ция»; иные названия, получившие распространение в отечественной и зарубежной историографии: Октя́брьский переворо́т, Большеви́стский переворо́т, Октя́брьское восста́ние, «Кра́сный Октя́брь», «Вели́кий Октя́брь») — вооружённое восстание в Петрограде в октябре (по новому стилю — в ноябре) 1917 года, итогом которой стало свержение Временного правительства и установление советской власти. В историографии рассматривается либо как самостоятельное историческое событие, либо как продолжение Февральской революции.
Временное правительство было свергнуто в ходе вооружённого восстания 25—26 октября (7—8 ноября по новому стилю) в Петрограде, главными организаторами которого были Владимир Ленин, Лев Троцкий, Яков Свердлов, Владимир Антонов-Овсеенко, Павел Дыбенко, Лев Каменев, Николай Подвойский и другие. Непосредственное руководство захватом власти осуществлял Военно-революционный комитет Петроградского Совета, в который входили также левые эсеры. В результате вооружённого восстания к власти пришло правительство, сформированное большевиками (Совнарком) и поддержанное II Всероссийским съездом Советов, абсолютное большинство делегатов которого составили большевики (РСДРП(б)) и их союзники левые эсеры, поддержанные также некоторыми национальными организациями, небольшой частью меньшевиков-интернационалистов и некоторыми анархистами. В ноябре 1917 года новое правительство было поддержано также большинством Чрезвычайного съезда крестьянских депутатов.
В результате революции кардинально изменилось общественно-экономическое устройство страны, произошёл насильственный слом капиталистического общества и взят курс на построение социалистического. Произошли глобальные изменения в системе международных отношений, ускорились революционные процессы и национально-освободительные движения в мире.

## Название и оценки
Восстание началось 25 октября 1917 года по юлианскому календарю, принятому в то время в России, и хотя уже в феврале 1918 года был введён григорианский календарь (новый стиль) и уже первая годовщина (как и все последующие) отмечалась 7—8 ноября, революция по-прежнему ассоциировалась именно с октябрём, что и нашло отражение в её названии.
С самого начала большевики и их союзники называли события Октября «революцией». Так, на заседании Петроградского совета рабочих и солдатских депутатов 25 октября (7 ноября) 1917 года Ленин произнёс своё знаменитое: «Товарищи! Рабочая и крестьянская революция, о необходимости которой всё время говорили большевики, свершилась!». И позже уточнял: «В законе, изданном нашим правительством 26 октября (старого стиля) 1917 года, на другой день после революции».
Определение «Великая Октябрьская революция» впервые появилось в декларации, оглашённой Фёдором Раскольниковым от имени фракции большевиков в Учредительном собрании. К концу 1930-х годов в советской официальной историографии утвердилось название Великая Октябрьская социалистическая революция. В первое десятилетие после революции она нередко именовалась Октябрьским переворотом, и это название не несло в себе негативного смысла (по крайней мере, в устах самих большевиков) и представлялось более научным в концепции единой революции 1917 года. Владимир Ленин, выступая на заседании ВЦИК 24 февраля 1918 года, говорил: «Конечно, приятно и легко бывает говорить рабочим, крестьянам и солдатам, приятно и легко бывало наблюдать, как после Октябрьского переворота революция шла вперёд…»; такое название можно встретить у Льва Троцкого, Анатолия Луначарского, Дмитрия Фурманова, Николая Бухарина, Михаила Шолохова; и в статье Сталина, посвящённой первой годовщине Октября (1918), один из разделов назывался «Об октябрьском перевороте». Впоследствии, однако, слово «переворот» стало ассоциироваться с заговором и захватом власти узкой группой лиц (по аналогии с дворцовыми переворотами), утвердилась концепция двух революций, и термин был изъят из официальной историографии. Зато выражение «октябрьский переворот» стало активно употребляться, уже с негативным смыслом, в литературе, критической по отношению к советской власти: в эмигрантских и диссидентских кругах, а начиная с перестройки — и в легальной печати. Обозначение «октябрьский переворот» используется и в некоторых современных научных публикациях, например, в учебнике «История России. XX век» под редакцией Андрея Зубова (2009) или в 5-м томе словаря «Русские писатели. 1800—1917» (2007). Философ Анатолий Бутенко использует словосочетание «революционный переворот».
Существует широкий спектр оценок Октябрьской революции и её последствий для страны. Для одних это была национальная катастрофа, перечеркнувшая естественный ход развития предреволюционной России и приведшая к Гражданской войне, отставанию от других государств и установлению в России тоталитарной системы правления (либо, наоборот, к гибели Великой России как империи). Для этой школы историков Октябрьская революция была «путчем, который силой навязала пассивному обществу кучка циничных заговорщиков, не имевших какой-либо реальной опоры в стране».
Для других Октябрьская революция — величайшее прогрессивное событие в истории человечества, оказавшее огромное влияние на весь мир, а России позволившее выбрать некапиталистический прогрессивный путь развития, вырвать Россию из вековой отсталости, обеспечить невиданные ранее темпы роста экономики, науки, промышленности и сельского хозяйства, ликвидировать феодальные пережитки и непосредственно в 1917 году скорее спасшее её от катастрофы. Согласно советской историографии, Октябрь 1917 года был исторически предопределённым, неизбежным завершением пути, по которому «народные массы» сознательно пошли под руководством большевиков, провозвестником грядущего освобождения народов всего мира. Политическая система и государство, возникшие в результате Октябрьской революции, следовательно, обладают полной легитимностью.
Например, историк Владимир Булдаков писал:

Анализ электората убеждает, что большевики, не получив общенационального мандата на управление страной, возглавили наиболее радикально настроенную часть народа в административных и промышленных центрах страны. В целом массы отнюдь не сделали выбора в пользу «пролетарского» социализма. Но они хотели «своей» власти. Этим устремлениям, казалось, наиболее полно отвечали большевики…
…В целом Октябрьская революция свершилась под знаком общечеловеческих ценностей и демократии, но стала утверждаться путём невиданного классового насилия.
…Очевидно, что мощь Октябрьского взрыва, его глобальные последствия были обусловлены смыканием критических точек общероссийского и мирового развития… Учитывая это, большевистский Октябрь предстаёт дерзновенной попыткой уравнять исторические шансы всех народов на пути мировой социалистической революции. Можно говорить об «утопизме» подобных замыслов, но нельзя не признать, что они были подготовлены всем развитием тогдашней социальной мысли, а человечество до сих пор страдает от невозможности их воплощения в жизнь.

Между этими крайними точками зрения есть и широкий спектр промежуточных мнений. Так, французский историк Марк Ферро указывал, что «Октябрьская революция вполне могла отвечать устремлениям народа, но … реально в ней приняли участие немногие». В частности, Борис Кагарлицкий писал:

Российская революция прошла трагическую траекторию, завершившуюся самоотрицанием. Можно ли говорить о русской революции как о потерпевшей неудачу и каковы исторические выводы? Я думаю, что неудачу революция потерпела в той мере, в какой все революции терпят неудачу. Маркузе (ссылаясь на Энгельса) говорил, что всякая революция является преданной революцией, поскольку неизбежно революция вырывается за пределы всех своих исторических задач и пытается решить глобальные задачи человеческого освобождения. А эти задачи невозможно решить с одной попытки.

Согласно определению авторов «Чёрной книги коммунизма», Октябрьская революция представляла собой совпавшие по времени государственный переворот и кульминацию социальной (в первую очередь, крестьянской) революции, она явилась «одномоментной конвергенцией двух факторов: захвата политической власти партией, решительно отличавшейся от всех других своей организацией, тактикой, идеологией, — и широчайшей социальной революции, многообразной и самостоятельной. Эта социальная революция проявлялась прежде всего в виде широкомасштабного крестьянского восстания, мощного движения, уходящего корнями в глубины истории, отмеченной не только вековой ненавистью к помещикам-землевладельцам, но и присущим крестьянству недоверием к городу, ко всему внешнему миру, ко всякой форме государственного вмешательства».
Согласно этой концепции, 1917 год в истории России ознаменовался развалом традиционных учреждений и всех форм управления вообще под воздействием ряда разрушительных сил, развивавшихся в обстановке Первой мировой войны, которая сама по себе явилась источником общего упадка, экономического кризиса, социальных потрясений и падения авторитета государства:
- крестьянской революции — обострившегося противостояния между крестьянами и помещиками за осуществление «чёрного передела», то есть перераспределения сельскохозяйственных угодий по числу едоков, и протеста крестьян против давления города и государственной власти вообще;
- глубочайшего разложения армии, также в основном состоявшей из крестьян и видевшей бессмысленность затянувшейся войны;
- революционного брожения рабочего класса — политически активного меньшинства, составлявшего лишь 3 % активного населения и сконцентрированного преимущественно в городах; именно рабочее движение выдвинуло подлинно революционные лозунги: «Рабочий контроль» и «Власть Советам»;
- национальных движений нерусских народов царской России, стремившихся к достижению автономии, а в перспективе — и самостоятельности от центральной власти[15].

На короткий, но решающий момент (конец 1917 года) выступление большевиков — политического меньшинства, действовавшего, по сути дела, в вакууме, — совпало со стремлениями большинства… На один миг совпали, точнее сказать, слились воедино государственный переворот и социальная революция, перед тем как разойтись на несколько десятилетий — и это были десятилетия диктатуры.
Несмотря на то, что лозунги и цели партии большевиков во многих случаях отличались от устремлений основных движущих сил революции, даже при их формальном совпадении, а сама большевистская партия располагала минимальной поддержкой в масштабах страны, «тем не менее в институциональном вакууме осени 1917 года, когда государственная власть уступила место бесчисленным комитетам, советам и прочим подобным структурам, достаточно было тесно сплочённого и дисциплинированного ядра, готового к решительным действиям, чтобы партия большевиков могла заполучить власть и пользоваться ею совершенно непропорционально своим реальным силам».

## События
Историки выдвигают различные версии предпосылок октябрьских событий. В качестве основных рассматриваются:
- концепция «двух революций»,
- концепция единой революции 1917 г.

В их рамках можно, в свою очередь, выделить:
- версию стихийного нарастания «революционной ситуации»,
- версию целенаправленной акции германского правительства (См. Пломбированный вагон).

### Концепция «двух революций»
В СССР начало формирования этой концепции, вероятно, следует отнести к 1924 году — дискуссии по поводу «Уроков Октября» Льва Троцкого. Окончательно, однако, она сложилась в сталинские времена и оставалась официальной вплоть до окончания советской эпохи. То, что в первые годы советской власти имело скорее пропагандистский смысл (например, именование Октябрьской революции «социалистической»), со временем превратилось в научную доктрину.
Согласно этой концепции, в феврале 1917 года началась и уже в ближайшие месяцы полностью завершилась буржуазно-демократическая революция, а события октября 1917-го изначально были революцией социалистической. В БСЭ приводится следующее определение: «Февральская буржуазно-демократическая революция 1917 — вторая русская революция, в результате которой было свергнуто самодержавие и созданы условия для перехода к социалистическому этапу революции».

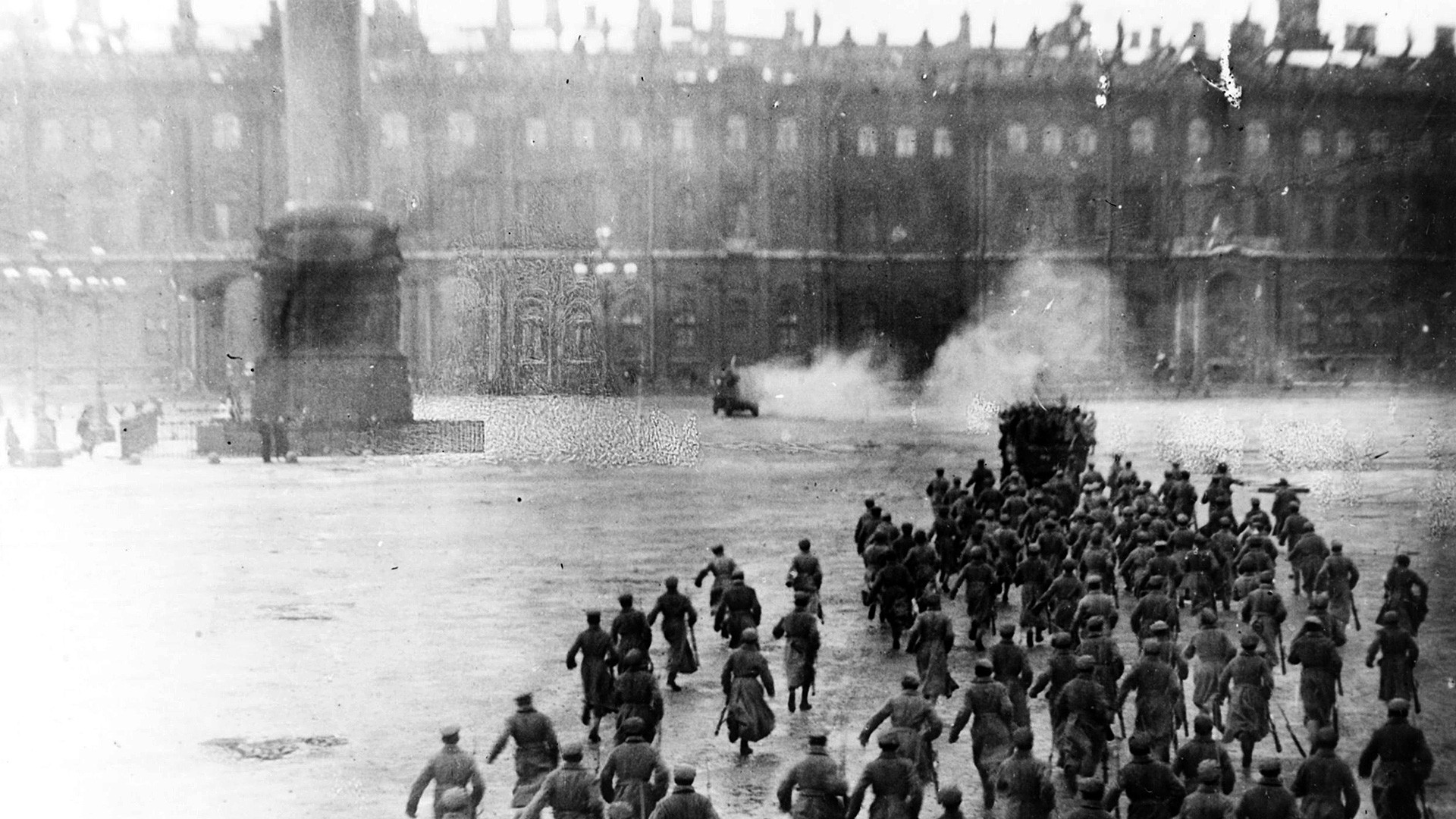
Штурм Зимнего дворца. Кадр из художественного фильма «Октябрь», 1927 год

С этой концепцией связано и представление о том, что в результате Февральской революции народные массы достигли всех своих целей, в первую очередь — свободы. Большевики же имели своей целью установить в России социализм, предпосылок для которого ещё не было; в результате Октябрьская революция обернулась «большевистской контрреволюцией».
К ней же, по существу, примыкает и версия «целенаправленной акции германского правительства» («немецкого финансирования», «немецкого золота», «пломбированного вагона» и т. п.), которая также предполагает, что в октябре 1917 г. произошло событие, не имеющее прямого отношения к Февральской революции.
Некоторые авторы распространяют «целенаправленную акцию германского правительства» и на Февральскую революцию, и такой подход укладывается в концепцию единой революции.

### Концепция единой революции
В то время, как в СССР складывалась концепция «двух революций», Лев Троцкий, уже находясь за рубежом, писал книгу о единой революции 1917 года, в которой отстаивал концепцию, некогда общую для партийных теоретиков: Октябрьский переворот и декреты, принятые большевиками в первые месяцы после прихода к власти, были лишь завершением буржуазно-демократической революции, осуществлением того, за что восставший народ боролся в феврале.

#### Цели революции
Единственным безусловным свершением Февральской революции было отречение Николая II от престола; свержение монархии не может быть названо непосредственным результатом революции, так как форма устройства России, монархического или республиканского, должна была быть определена Учредительным собранием. Однако ни для рабочих, совершавших революцию, ни для солдат, перешедших на их сторону, ни для крестьян, письменно и устно благодаривших петроградских рабочих, свержение Николая II не было самоцелью. Революция непосредственно началась с демонстрации петроградских работниц 23 февраля (8 марта по григорианскому календарю). «Среди женщин, стоявших в мороз в очередях за хлебом, возникли беспорядки, которые вылились в массовые демонстрации под лозунгами свержения самодержавия и прекращения войны». Усталость от войны наблюдалась как в городах, так и в деревнях, в наибольшей же степени — в армии. Оставались нереализованными и требования революции 1905—1907 гг.: крестьяне нуждались в земле, рабочие в гуманном трудовом законодательстве и демократической форме правления.

#### Достигнутые цели революции
Война продолжалась. В апреле 1917 года министр иностранных дел, лидер кадетов Павел Милюков в специальной ноте уведомил союзников о том, что Россия остаётся верна своим обязательствам. Армия перешла в наступление 18 июня, закончившееся катастрофой из-за падения дисциплины в Русской армии и усталости от войны; однако и после этого правительство отказывалось начать переговоры о мире.
Все попытки министра земледелия, лидера эсеров Виктора Чернова начать аграрную реформу блокировались большинством Временного правительства.
Попытка министра труда социал-демократа Матвея Скобелева ввести цивилизованное трудовое законодательство также закончилась ничем. Восьмичасовой рабочий день приходилось устанавливать явочным порядком, на что промышленники нередко отвечали локаутами.
Реально были завоёваны политические свободы (слова, печати, собраний и так далее), но они ещё не были закреплены в Конституции, которой на тот момент не существовало, а июльский разворот Временного правительства показал, как легко они могут быть отменены. Газеты левого направления (не только большевистские) закрывались правительством; не редки были случаи разгона митингов и закрытия типографий «энтузиастами» без санкции правительства.
Параллельно органам Временного правительства, к которому власть перешла в феврале 1917 года, сложилась мощная система Советов рабочих и солдатских, а позже и крестьянских депутатов, строительство которой началось в городах и деревнях ещё в 1905 году. В результате стихийной самоорганизации общества возникали многочисленные фабричные и заводские комитеты, вооружённая рабочая милиция («Красная гвардия»), крестьянские, солдатские, казачьи комитеты. Февральская революция высвободила накопившиеся в людях за долгие годы озлобленность и раздражение; митингование стало антиподом парламентской демократии, и требования, выдвигаемые общественными движениями, становились все более и более радикальными.

### Концепция «революционной ситуации»
Ситуацию, сложившуюся после сформирования правительства («слишком правого для такой страны», по мнению А. В. Кривошеина), Ленин характеризовал как «двоевластие», а Троцкий как «двоебезвластие»: социалисты в Советах могли править, но не хотели, «прогрессивный блок» в правительстве хотел править, но не мог, оказавшись вынужденным опираться на Петроградский совет, с которым расходился во взглядах по всем вопросам внутренней и внешней политики. Революция развивалась от кризиса к кризису, и первый разразился уже в апреле.

#### Апрельский кризис
2 (15) марта 1917 года Петроградский Совет позволил самопровозглашённому Временному комитету Государственной думы сформировать кабинет, в котором ни одного сторонника вывода России из войны не оказалось; даже единственному в правительстве социалисту А. Ф. Керенскому революция нужна была для победы в войне. 6 (19) марта Временное правительство опубликовало воззвание, которое, по словам Милюкова, «первой своей задачей ставило „доведение войны до победного конца“ и заявляло при этом, что оно „будет свято хранить связывающие нас с другими державами союзы и неуклонно исполнит заключённые с союзниками соглашения“».
В ответ Петроградский Совет 10 (23) марта принял манифест «К народам всего мира»: «В сознании своей революционной силы российская демократия заявляет, что она будет всеми мерами противодействовать империалистской политике своих господствующих классов и она призывает народы Европы к совместным решительным выступлениям в пользу мира». В тот же день была создана Контактная комиссия — отчасти для усиления контроля за действиями правительства, отчасти для поисков взаимопонимания. В результате была выработана декларация от 27 марта, удовлетворившая большинство Совета.
Публичная полемика по вопросу о войне и мире на некоторое время прекратилась. Однако 18 апреля (1 мая) Милюков под давлением союзников, требовавших внятных заявлений о позиции правительства, составил в качестве комментария к декларации от 27 марта ноту (опубликованную два дня спустя), в которой говорилось о «всенародном стремлении довести мировую войну до решительной победы» и о том, что Временное правительство «будет вполне соблюдать обязательства, принятые в отношении наших союзников». Левый меньшевик Н. Н. Суханов, автор мартовского соглашения между Петроградским советом и Временным комитетом Государственной думы, считал, что этот документ «окончательно и официально» расписывался «в полной лживости декларации 27 марта, в отвратительном обмане народа „революционным“ правительством».
Такое заявление от имени народа не замедлило вызвать взрыв. В день его опубликования, 20 апреля (3 мая), беспартийный прапорщик запасного батальона гвардии Финляндского полка член Исполкома Петроградского совета Ф. Ф. Линде без ведома Совета вывел на улицу Финляндский полк, примеру которого тотчас последовали другие воинские части Петрограда и окрестностей.
Вооружённая манифестация перед Мариинским дворцом (резиденцией правительства) под лозунгом «Долой Милюкова!», а затем и «Долой Временное правительство!» продолжалась два дня. 21 апреля (4 мая) активное участие в ней приняли петроградские рабочие и появились плакаты «Вся власть Советам!». Сторонники «прогрессивного блока» ответили на это демонстрациями в поддержку Милюкова. «Нота 18 апреля — сообщает Н. Суханов — всколыхнула не одну столицу. Точь-в-точь то же самое разыгралось и в Москве. Рабочие бросали станки, солдаты — казармы. Те же митинги, те же лозунги — „за“ и „против“ Милюкова. Те же два лагеря и та же спаянность демократии...».
Исполком Петроградского Совета, оказавшийся не в силах прекратить манифестации, потребовал от правительства разъяснений, которые и были даны. В резолюции Исполкома, принятой большинством голосов (40 против 13), было признано, что вызванное «единодушным протестом рабочих и солдат Петрограда» разъяснение правительства «кладёт конец возможности истолкования ноты 18 апреля в духе, противном интересам и требованиям революционной демократии». Резолюция в заключение выражала уверенность в том, что «народы всех воюющих стран сломят сопротивление своих правительств и заставят их вступить в переговоры о мире на почве отказа от аннексий и контрибуций».
Но вооружённые манифестации в столице прекратил не этот документ, а воззвание Совета «Ко всем гражданам», в котором содержалось и специальное обращение к солдатам:
Без зова Исполнительного Комитета в эти тревожные дни не выходите на улицу с оружием в руках; только Исполнительному Комитету принадлежит право располагать вами; каждое распоряжение о выходе воинской части на улицу (кроме обычных нарядов) должно быть отдано на бланке Исполнительного Комитета, скреплено его печатью и подписано не меньше, чем двумя из следующих лиц…
После обнародования воззвания командующий Петроградским военным округом генерал Л. Г. Корнилов, со своей стороны тоже пытавшийся вывести на улицы войска — для защиты Временного правительства, подал в отставку, а Временному правительству ничего не оставалось, как принять её.

#### Июльские дни
Ощутив в дни апрельского кризиса свою неустойчивость, Временное правительство поспешило избавиться от непопулярного Милюкова и в очередной раз обратилось за помощью к Петроградскому совету, пригласив социалистические партии делегировать в правительство своих представителей.

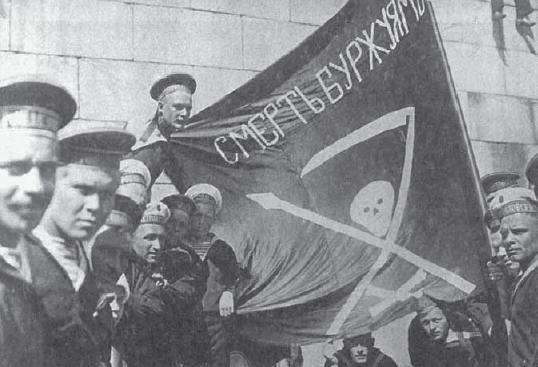
Революционные матросы Гельсингфорса с флагом «Смерть буржуям»

После долгих и острых дискуссий в Петросовете 5 мая правые социалисты приглашение приняли: Керенский был назначен военным министром, лидер эсеров Чернов взял портфель министра земледелия, социал-демократ (меньшевик) И. Г. Церетели стал министром почт и телеграфов (позже — министром внутренних дел), его товарищ по партии Скобелев возглавил министерство труда и, наконец, народный социалист А. В. Пешехонов стал министром продовольствия.
Таким образом, министры-социалисты были призваны решить самые сложные и самые острые проблемы революции, а в результате — принять на себя недовольство народа продолжающейся войной, обычными для всякой войны перебоями с продовольствием, нерешённостью земельного вопроса и отсутствием нового трудового законодательства. При этом большинство правительства легко могло блокировать любые инициативы социалистов. Примером тому может служить работа Комитета по вопросам труда, в котором Скобелев попытался разрешить конфликт рабочих с промышленниками.
На рассмотрение Комитета был предложен целый ряд законопроектов, в том числе о свободе стачек, о восьмичасовом рабочем дне, ограничении детского труда, пособиях по старости и нетрудоспособности, биржах труда. В. А. Авербах, представлявший в Комитете промышленников, в своих воспоминаниях рассказывал:
Наши заклятые враги, члены рабочей фракции комитета, были вооружены до зубов. Когда на первом заседании на нас обрушились формулы, цитаты, имена и названия, причём с необыкновенной лёгкостью и даже не без изящества, мы были разгромлены ещё до начала битвы… Тщательно скрывая подавленность и понимая недостаток собственной подготовки, мы пытались компенсировать его красноречием и искренностью
В результате то ли красноречия, то ли искренности промышленников приняты оказались только два законопроекта — о биржах и о пособии по болезни. «Другие проекты, подвергнутые беспощадной критике, отправлялись в шкаф министра труда и больше оттуда не вынимались». Авербах не без гордости рассказывает о том, как промышленники сумели не уступить своим «заклятым врагам» почти что ни пяди и мимоходом сообщает, что все отвергнутые ими законопроекты (в разработке которых принимали участие и большевики, и межрайонцы) «после победы большевистской революции были использованы Советским правительством либо в их первоначальном виде, либо в том виде, в котором они были предложены группой рабочих Комитета по вопросам труда»...
Меньшевики и эсеры, приняв в мае решение войти во Временное правительство, с одной стороны, не смогли провести обещанные радикальные реформы и поэтому начали утрачивать свой авторитет среди части поддерживавших их рабочих и крестьян, а с другой стороны — уступили «протестное поле» большевикам.
В связи с тем, что повсеместные требования крестьянских сходов о «чёрном переделе» — перераспределении земель, не обрабатываемых крупными собственниками, и снижении арендных платежей не находили ответа, крестьяне приступили к самоорганизации, создавая по собственной инициативе земельные комитеты, во главе которых, как правило, вставали представители сельской интеллигенции, близкие к эсерам (учителя, священники, агрономы, земские врачи). Уже в мае-июне 1917 года многие земельные комитеты начали захват сельскохозяйственного инвентаря и скота в помещичьих хозяйствах, выпас на помещичьих пастбищах, вырубки в помещичьих лесах.
Популярности правительству правые социалисты в конечном счёте не добавили, но свою собственную растеряли в считанные месяцы; «двоебезвластие» переместилось внутрь правительства. На открывшемся в Петрограде 3 (16) июня I Всероссийском съезде Советов левые социалисты (большевики, межрайонцы и левые эсеры) призывали правое большинство Съезда взять власть в свои руки: только такое правительство, считали они, может вывести страну из перманентного кризиса.
Но у правых социалистов нашлось много причин в очередной раз отказаться от власти; большинством голосов Съезд выразил доверие Временному правительству.
18 июня Керенский под давлением союзников и российских сторонников продолжения войны начал плохо подготовленное наступление. В тот же день в Петрограде прошла демонстрация под антивоенными лозунгами. Историк Н. Суханов отмечает, что эта массовая манифестация продемонстрировала значительный рост влияния большевиков и их ближайших союзников — межрайонцев — в первую очередь среди петроградских рабочих.
По свидетельству члена ЦИК Суханова, с 19 июня в Петрограде было «тревожно», «город чувствовал себя накануне какого-то взрыва»; газеты печатали слухи о том, как 1-й Пулемётный полк сговаривается с 1-м Гренадерским о совместном выступлении против правительства; Троцкий утверждает, что сговаривались не только полки между собой, но и заводы с казармами. Исполком Петроградского совета издавал воззвания, рассылал агитаторов на заводы и казармы, но авторитет правосоциалистического большинства Совета был подорван активной поддержкой наступления; «ничего не выходило из агитации, из хождения в массы», констатирует Суханов. Более авторитетные большевики и межрайонцы призывали к терпению. Тем не менее взрыв произошёл.
Суханов связывает выступление мятежных полков с развалом коалиции: 2 (15) июля четыре министра-кадета вышли из правительства — в знак протеста против соглашения, заключённого правительственной делегацией (Терещенко и Церетели) с Украинской Центральной Радой: уступки сепаратистским тенденциям Рады стали «последней каплей, переполнившей чашу». Троцкий считает, что конфликт по поводу Украины был лишь поводом:
Выбор момента подсказан был провалом наступления, пока ещё не признанным официально, но уже не составлявшим сомнения для посвящённых. Либералы сочли своевременным оставить своих левых союзников лицом к лицу с поражением и с большевиками. Слух об отставке кадетов немедленно распространился по столице и политически обобщил все текущие конфликты в одном лозунге, вернее, вопле: надо кончать с коалиционной канителью!

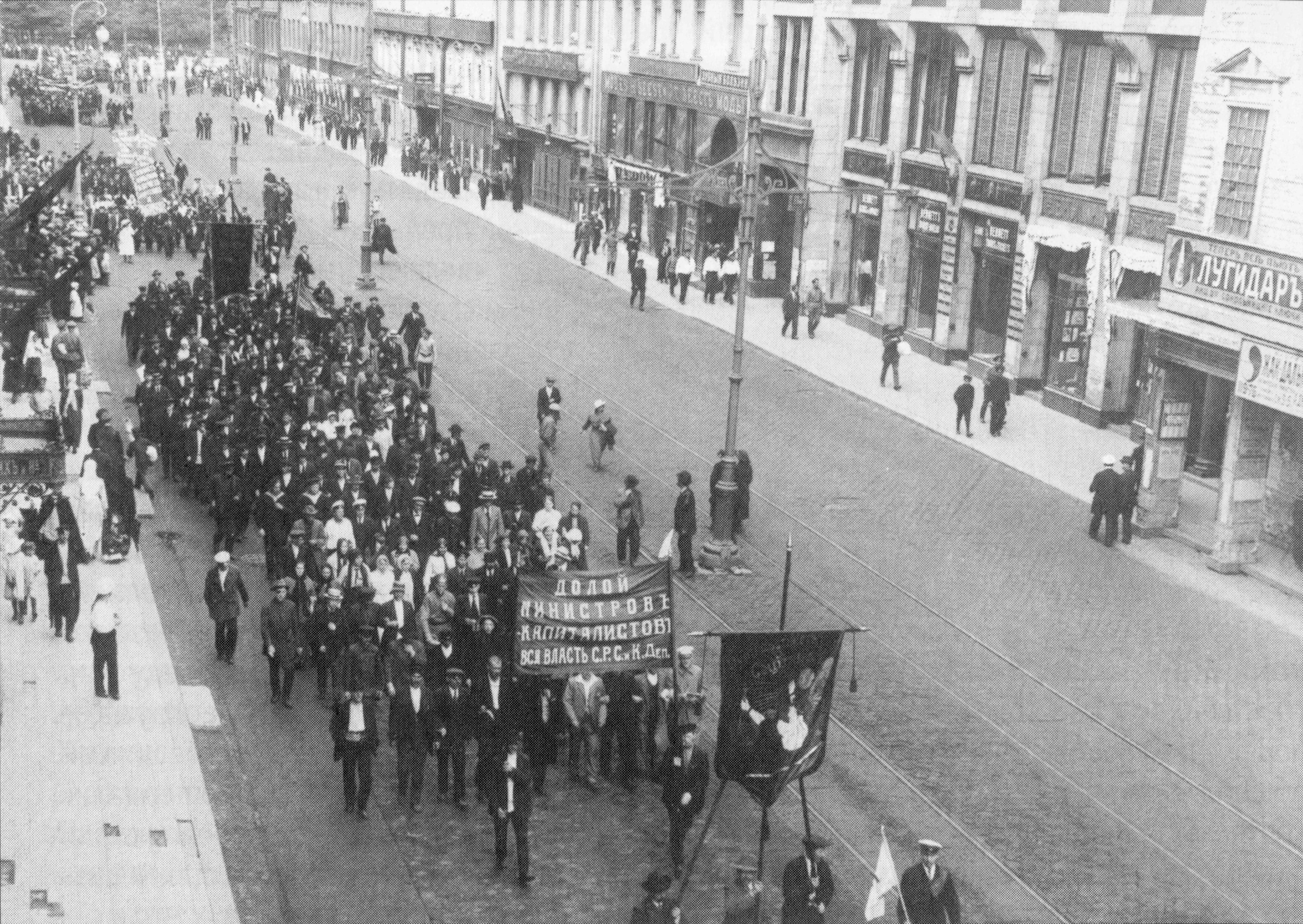
Июльская 1917 года демонстрация в Петрограде

По мнению историка к.и.н. В. Родионова, демонстрации 3 (16) июля были организованы большевиками, однако в 1917 году Особая следственная комиссия не смогла доказать этого.
Вечером 3 июля многие тысячи вооружённых солдат Петроградского гарнизона и рабочих столичных предприятий с лозунгами «Вся власть Советам!» и «Долой министров-капиталистов!» окружили Таврический дворец, штаб-квартиру избранного съездом ЦИКа, требуя, чтобы ЦИК взял наконец власть в свои руки. О том же внутри Таврического дворца на экстренном заседании левые социалисты просили своих правых товарищей, не видя иного выхода. На протяжении 3 и 4 июля к манифестации присоединялись все новые воинские части и столичные предприятия (многие рабочие выходили на демонстрацию с семьями), из окрестностей прибывали матросы Балтийского флота.
Историк Ю. Кириенко писал, что начало столкновения, вероятно, спровоцировали участники правых экстремистских организаций, открывшие стрельбу с крыш и окон домов. С ним не соглашался историк В. Родионов, который писал, что столкновения были спровоцированы большевиками, рассадившими на крышах своих стрелков, начавших пальбу из пулемётов по демонстрантам, при этом приблизительно одинаковый урон пулемётчики большевиков нанесли как казакам, так и демонстрантам. Некоторые историки не разделяют этого мнения.
Историк Георгий Злоказов писал, что виновность большевиков не подтвердили и рядовые участники июльских событий — рабочие и солдаты, показания которых не были оспорены очевидцем-кадетом: манифестации проходили именно перед Таврическим дворцом, на Мариинский, в котором заседало правительство, никто не покушался («о Временном правительстве как-то забыли», свидетельствует Милюков), хотя взять его штурмом и арестовать правительство не составляло никакого труда; 4 июля именно верный межрайонцам 176-й полк охранял Таврический дворец от возможных эксцессов со стороны манифестантов.
Но уговорить рабочих, солдат и матросов прекратить манифестацию можно было только одним-единственным способом: обещать, что ЦИК решит вопрос о власти. Брать власть в свои руки правые социалисты не хотели. Члены ЦИК Троцкий, Каменев и Зиновьев, которых, в отличие от лидеров правых социалистов, солдаты ещё соглашались слушать, призывали манифестантов разойтись после того, как они продемонстрировали свою волю. И постепенно они расходились. Но, по соглашению с правительством, руководство ЦИК вызвало с фронта надёжные войска — для наведения порядка в городе.
Историк русской революции и участник антибольшевистской борьбы в эмиграции С. П. Мельгунов объяснял наличие разных, порой диаметрально противоположных, оценок роли большевиков в июльских событиях тем, что, организованное, по его мнению, большевиками, восстание 3—5 июля намеренно прикрывалось мимикрией, которая готовилась ими и позднее — в октябре 1917-го — как путь для отступления в случае неудачи авантюры: «большевики вынуждены-де были вмешиваться в стихийное движение, чтобы придать ему организованные формы».

#### Выступление Корнилова
После ввода войск в Петроград сначала на большевиков, а затем на межрайонцев и левых эсеров обрушились обвинения в попытке вооружённого свержения существующей власти и сотрудничестве с Германией; начались аресты и бессудные уличные расправы. Ни в одном случае обвинение не было доказано, ни один обвиняемый не предстал перед судом, хотя, за исключением Ленина и Зиновьева, скрывшихся в подполье, все обвиняемые были арестованы. Обвинения в сотрудничестве с Германией не избежал даже умеренный социалист, министр земледелия Виктор Чернов; однако решительный протест партии эсеров, с которой правительству ещё приходилось считаться, быстро превратил дело Чернова в «недоразумение».
7 (20) июля глава правительства князь Львов подал в отставку, и министром-председателем стал Керенский. Сформированное им новое коалиционное правительство занялось разоружением рабочих и расформированием полков, не только участвовавших в июльских манифестациях, но и просто выразивших свои симпатии левым социалистам. Порядок в Петрограде и окрестностях был наведён; труднее было навести порядок в стране.

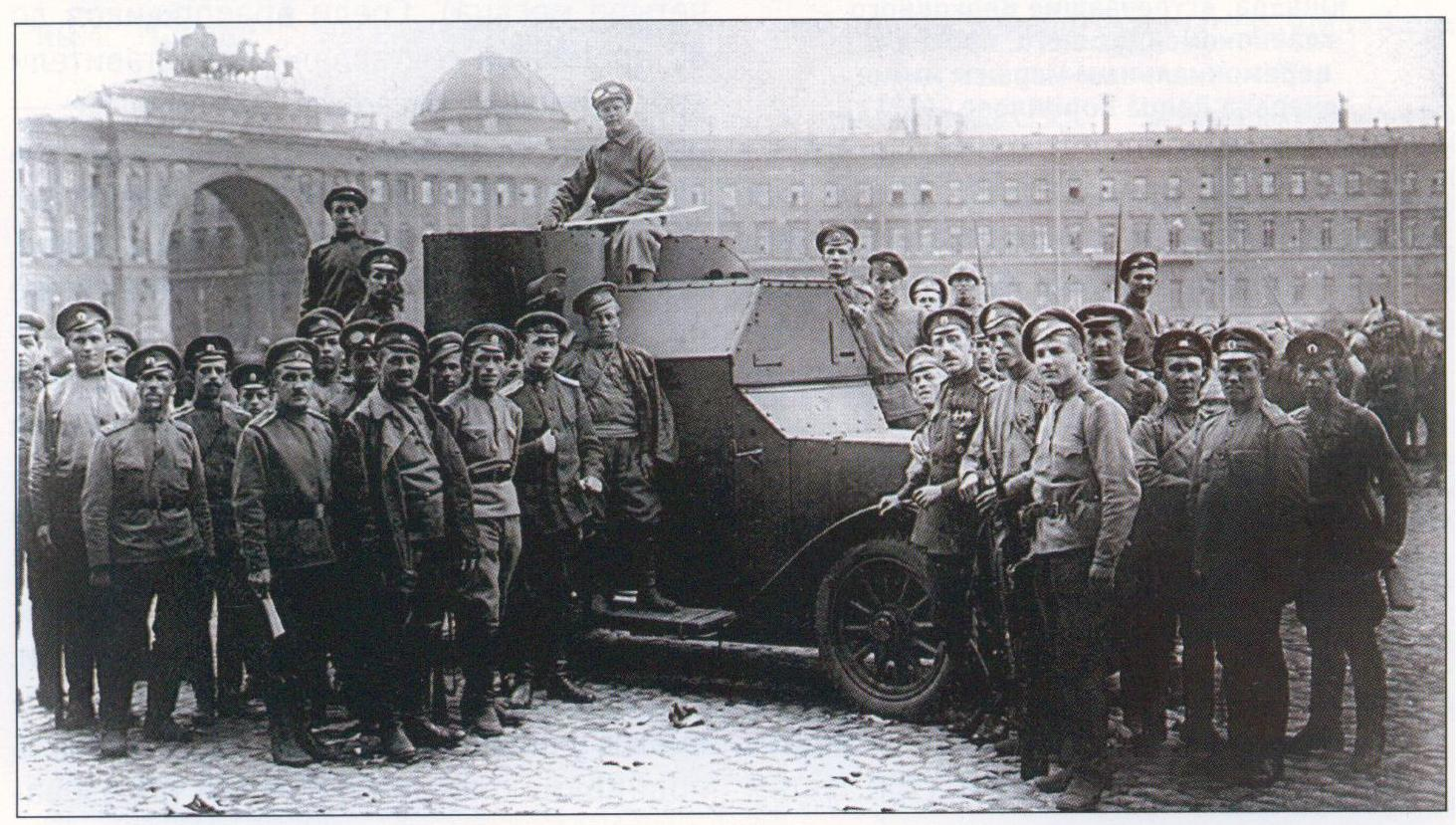
Бронеавтомобиль «Остин» в окружении юнкеров у Зимнего. Лето 1917

Ухудшалось положение на фронте: германские войска успешно продолжали наступление, начатое ещё в июле, не помогли ни введённые правительством 12 июля смертная казнь на фронте и «военно-революционные суды» при дивизиях, ни заградительные отряды Корнилова. Дезертирство из армии, к тому времени достигшее, по официальным данным, 1,5 миллионов, не прекращалось; по стране бродили десятки тысяч вооружённых людей.
В течение лета аграрные беспорядки делались всё более ожесточёнными, что объяснялось и огромным числом дезертиров, хлынувших с фронта.
Если в первые месяцы после революции Советы ещё могли навести порядок «одним росчерком пера» (как Петроградский совет в дни апрельского кризиса), то к середине лета и их авторитет был подорван. В стране нарастала неразбериха.
В конце июля правительство выселило Петроградский совет и ЦИК в Смольный институт.
В ночь на 21 августа (3 сентября) 12-я армия, рискуя оказаться в окружении, оставила Ригу и Двинск и отошла к Вендену.
Временное правительство было создано Временным комитетом Государственной думы.  
Правительство существовало милостью Советов и зависело от них. Но эта зависимость становилась всё более тягостной: запуганые и притихшие после Июльских дней, осознавшие, что после расправы над левыми социалистами наступит очередь правых, Советы были враждебнее, чем когда-либо прежде. Но сами Советы были сильны лишь поддержкой петроградских рабочих и матросов Балтийского флота. Друг и главный советник Б. Савинков подсказал Керенскому причудливый способ освободиться от «советской» зависимости: опереться на армию в лице популярного в правых кругах генерала Корнилова, который, однако, по свидетельствам очевидцев, с самого начала не понимал, почему он должен служить опорой Керенскому и считал, что «единственным исходом… является установление диктатуры и объявление всей страны на военном положении».
21 августа Керенский запросил свежие войска с фронта, корпус регулярной кавалерии с либеральным генералом во главе.
Ещё в канун мятежа, 25 августа, разразился очередной правительственный кризис: министры-кадеты, сочувствовавшие если не самому Корнилову, то его делу, подали в отставку. Корнилов «по запросу Керенского» направил в Петроград казачьи части 3-го конного корпуса и Туземную («Дикую») дивизию, но под командованием совсем не либерального генерал-лейтенанта А. М. Крымова.
Заподозрив неладное, Керенский 27 августа сместил Корнилова с поста главнокомандующего, приказав сдать полномочия начальнику штаба.
С последних дней августа начались поджоги и разграбление помещичьих усадеб, сопровождавшиеся изгнанием владельцев. На Украине и в центральной России — в Тамбовской, Пензенской, Воронежской, Саратовской, Орловской, Тульской, Рязанской губерниях — были сожжены тысячи усадеб, убиты сотни их владельцев. Подавлять локальные выступления оказывалось некому: присланные для усмирения солдаты, в большинстве своём крестьяне, точно так же жаждавшие земли, всё чаще переходили на сторону повстанцев.
Корнилов отказался признать свою отставку; в изданном 28 августа приказе № 897 Корнилов заявил: «Принимая во внимание, что при создавшейся обстановке дальнейшие колебания смертельно опасны и что предварительно отданные распоряжения отменить уже поздно, я, сознавая всю ответственность, решил не сдавать должность Верховного Главнокомандующего, чтобы спасти Родину от неминуемой гибели, а русский народ от немецкого рабства». Решение, принятое, как утверждает Милюков, «втайне от лиц, имевших ближайшее право в нём участвовать», для многих идейных сторонников, начиная с Савинкова, сделало невозможной дальнейшую поддержку Корнилова: «Решаясь „выступить открыто“ для „давления“ на правительство, Корнилов едва ли соображал, как называется этот шаг на языке закона и под какую статью уголовного уложения можно подвести его поступок».
Обратиться за помощью правительству оказалось не к кому, кроме Советов, которые прекрасно поняли, что постоянно поминаемые генералом «безответственные организации», против которых следует принять энергичные меры, это именно Советы.
Троцкий рассказывает, как 28 августа матросы крейсера «Аврора», призванные охранять Зимний дворец (куда после июльских дней переселилось правительство), пришли к нему в «Кресты» посоветоваться: стоит ли охранять правительство — не пора ли его арестовать? Троцкий счёл, что не пора, однако Петроградский совет, в котором большевики ещё не имели большинства, но уже стали ударной силой благодаря своему влиянию среди рабочих и моряков в Кронштадте, дорого продал свою помощь, потребовав вооружения рабочих — на случай, если дело дойдёт до боёв в городе — и освобождения арестованных товарищей. Второе требование правительство удовлетворило наполовину, согласившись отпустить арестованных под залог. Однако этой вынужденной уступкой правительство их фактически реабилитировало: освобождение под залог означало, что если арестованные и совершили какие-то преступления, то, во всяком случае, не тяжкие.
До боёв в городе дело не дошло: войска были остановлены на дальних подступах к Петрограду без единого выстрела.
Впоследствии один из тех, кто должен был поддержать выступление Корнилова в самом Петрограде, полковник Дутов, по поводу «вооружённого выступления большевиков» рассказывал: «Между 28 августа и 2 сентября, под видом большевиков должен был выступить я… Ну, я бегал в экономический клуб звать выйти на улицу, да за мной никто не пошёл».
Корниловский мятеж, более или менее откровенно поддержанный значительной частью офицерства, не мог не обострить и без того сложные взаимоотношения между солдатами и офицерами — что, в свою очередь, не способствовало сплочению армии и позволило Германии успешно развивать наступление.

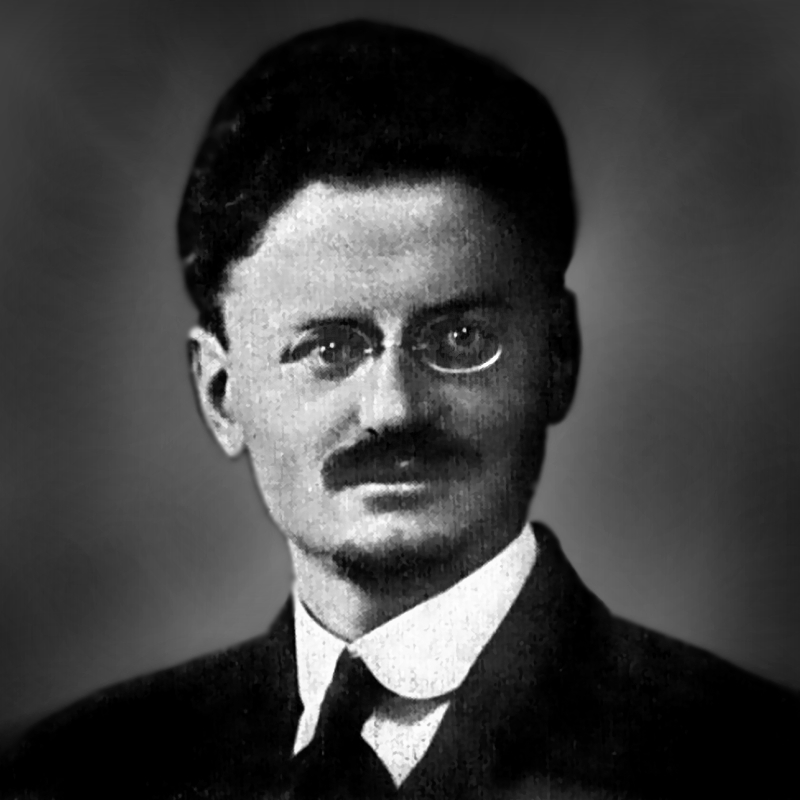
Лев Троцкий, председатель Петроградского совета

В результате мятежа разоружённые в июле рабочие оказались вновь вооружены. Однако ещё раньше, чем большевики и левые эсеры получили большинство, 31 августа (13 сентября), Петроградский Совет принял предложенную большевиками резолюцию о переходе власти к Советам: за неё проголосовали почти все беспартийные депутаты. Аналогичные резолюции в тот же день или на следующий приняли свыше сотни местных советов.
Прошедшие в августе-сентябре муниципальные выборы показали начавшуюся поляризацию в обществе.
1 (14) сентября специальным правительственным актом, подписанным министром-председателем Керенским и министром юстиции А. С. Зарудным, Россия была провозглашена Республикой. Временное правительство не обладало полномочиями определять форму правления, акт вместо энтузиазма вызвал недоумение и был воспринят — равным образом и левыми, и правыми — как кость, брошенная социалистическим партиям, выяснявшим в это время роль Керенского в Корниловском мятеже.
5 (18) сентября за передачу власти Советам высказалась и Москва.
9 (22) сентября Балтийский флот на всех своих кораблях поднял красные флаги.
С начала сентября вновь нарастает забастовочное движение.

#### Демократическое совещание и Предпарламент
Опереться на армию не удалось; Советы левели, несмотря ни на какие репрессии против левых социалистов, а отчасти и благодаря им, особенно заметно — после выступления Корнилова и становились ненадёжной опорой даже для правых социалистов. Правительство (точнее, временно замещавшая его Директория) при этом подвергалось жёсткой критике как слева, так и справа: социалисты не могли простить Керенскому попытку сговориться с Корниловым, правые не могли простить предательства. В поисках опоры Директория пошла навстречу инициативе правых социалистов — членов ЦИК, созвавших так называемое Демократическое совещание. Представителей политических партий, общественных организаций и учреждений инициаторы приглашали по собственному выбору и меньше всего соблюдая принцип пропорционального представительства; такое подобранное сверху, корпоративное представительство ещё меньше, чем Советы (избранные снизу подавляющим большинством граждан), могло служить источником законной власти, но могло, как предполагалось, потеснить на политической сцене Советы и избавить новое правительство от необходимости обращаться за санкцией в ЦИК.

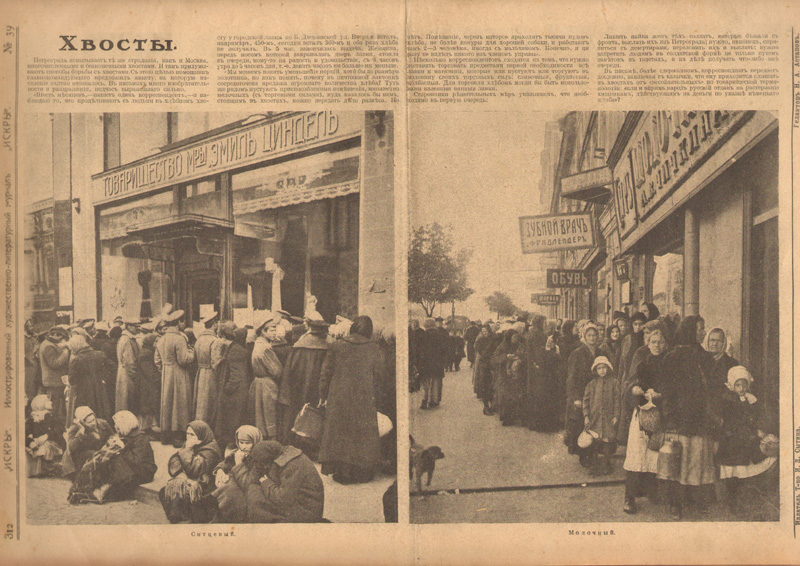
Очереди за продуктами в Петрограде. Фотография А. И. Савельева из журнала «Искры»

Открывшееся 14 (27) сентября 1917 г. Демократическое совещание, на котором одни из инициаторов рассчитывали сформировать «однородное демократическое правительство», а другие — создать представительный орган, которому до Учредительного собрания было бы подотчётно правительство, не решило ни той, ни другой задачи, лишь обнажило глубочайшие разногласия в стане демократии. Состав правительства в конце концов было предоставлено определить Керенскому, а Временный совет Российской республики (Предпарламент) в ходе обсуждений из контролирующего органа превратился в совещательный; да и по составу оказался намного правее Демократического совещания.
20 сентября (3 октября) отпущенный под залог Троцкий возглавил Петроградский совет.
25 сентября (8 октября) было сформировано новое коалиционное правительство.
29 сентября (12 октября) началась Моонзундская операция германского флота, завершившаяся 6 (19) октября захватом Моонзундского архипелага.
Итоги Совещания не могли удовлетворить ни левых, ни правых; продемонстрированная на нём слабость демократии лишь добавила аргументов как Ленину, так и Милюкову: и лидер большевиков, и лидер кадетов считали, что для демократии в стране уже не осталось места — и потому, что нарастающая анархия объективно требовала сильной власти, и потому, что весь ход революции лишь усиливал поляризацию в обществе. Продолжался распад промышленности, обострялся продовольственный кризис; то в одном, то в другом регионе возникали нешуточные «беспорядки» и всё чаще инициаторами беспорядков становились солдаты; положение на фронте стало источником постоянной тревоги. Только героическое сопротивление Балтийского флота не позволяло немцам продвинуться дальше. Полуголодная и полуодетая армия, по словам командующего Северным фронтом генерала Черемисова, самоотверженно несла лишения, но надвигавшиеся осенние холода грозили положить конец и этому долготерпению. Масла в огонь подливали небеспочвенные слухи о том, что правительство собирается переехать в Москву и сдать Петроград немцам.

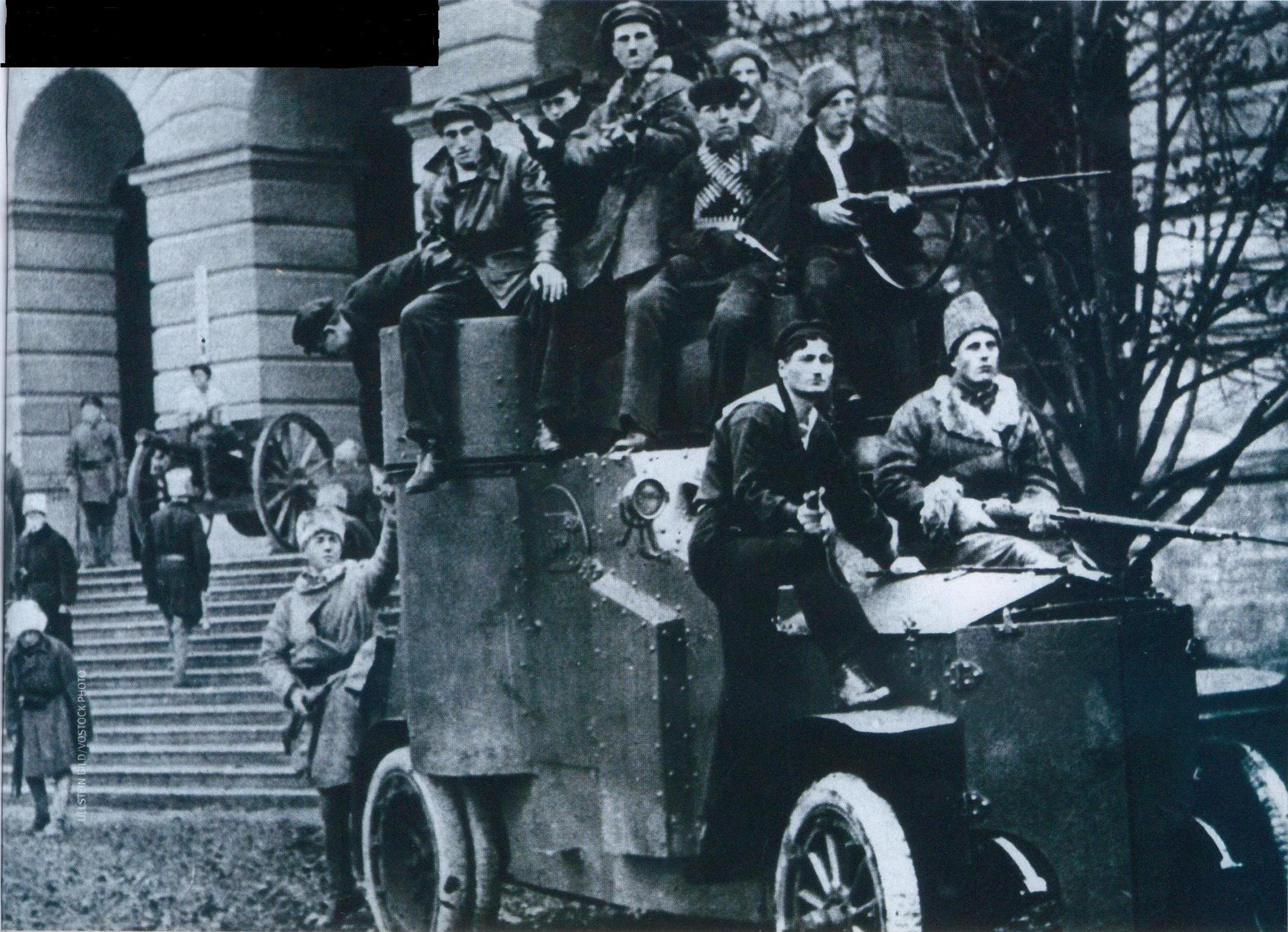
Красный Фиат Ижорский у Смольного. Осень 1917

В такой обстановке 7 (20) октября в Мариинском дворце открылся Предпарламент. На первом же заседании большевики, огласив свою декларацию, демонстративно покинули его.
Главным вопросом, которым пришлось заниматься Предпарламенту на протяжении всей его недолгой истории, было состояние армии. Правая печать утверждала, что армию разлагают большевики своей агитацией, в Предпарламенте говорили о другом: армия из рук вон плохо снабжается продовольствием, испытывает острый недостаток в обмундировании и обуви, не понимает и никогда не понимала целей войны; программу оздоровления армии, выработанную ещё до Корниловского выступления, военный министр А. И. Верховский нашёл неосуществимой, а две недели спустя, на фоне новых поражений (на Двинском плацдарме и на Кавказском фронте) заключил, что продолжение войны невозможно в принципе. П. Н. Милюков свидетельствует, что позицию Верховского разделяли даже некоторые лидеры партии конституционных демократов, но — «единственной альтернативой был бы сепаратный мир… а на сепаратный мир тогда никто идти не хотел, как ни ясно было, что разрубить безнадёжно запутавшийся узел можно было бы только выходом из войны». Мирные инициативы военного министра закончились его отставкой 23 октября.
24 октября, в последний раз выступая в Предпарламенте и вполне сознавая свою обречённость, заочно полемизировал с большевиками не как с германскими агентами, а как с пролетарскими революционерами: «Организаторы восстания не содействуют пролетариату Германии, а содействуют правящим классам Германии, открывают фронт русского государства перед бронированным кулаком Вильгельма и его друзей… Для Временного правительства безразличны мотивы, безразлично, сознательно или бессознательно это, но, во всяком случае, в сознании своей ответственности я с этой кафедры квалифицирую такие действия русской политической партии как предательство и измену Российскому государству…» Но главные события разворачивались вдали от Мариинского дворца, в Смольном институте. «Рабочие, — писал Троцкий в своей „Истории“, — бастовали слой за слоем, вопреки предупреждениям партии, советов, профессиональных союзов. Не вступали в конфликты только те слои рабочего класса, которые уже сознательно шли к перевороту. Спокойнее всего оставался, пожалуй, Петроград».

### Версия немецкого финансирования

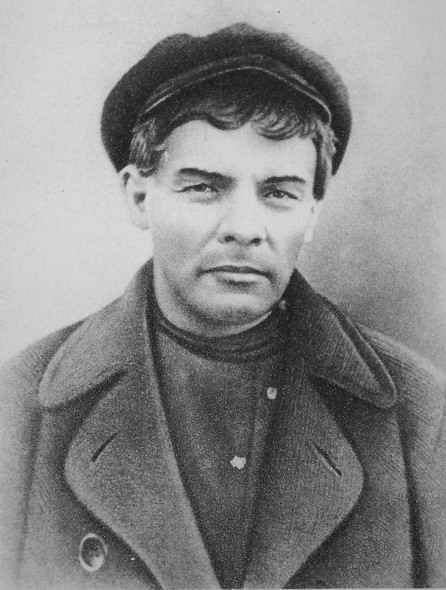
Ульянов (Ленин) в парике и гриме. Карточка на удостоверении на имя рабочего К. П. Иванова

Уже в 1917 г. сложилось представление о том, что правительство Германии, заинтересованное в выходе России из войны, целенаправленно организовало переезд из Швейцарии в Россию представителей радикальной фракции РСДРП во главе с Лениным в т. н. «пломбированном вагоне». В частности, С. П. Мельгунов вслед за Милюковым утверждал, что Германское правительство через А. Л. Парвуса финансировало деятельность большевиков, направленную на подрыв боеспособности русской армии и дезорганизацию оборонной промышленности и транспорта. А. Ф. Керенский уже в эмиграции сообщал, что ещё в апреле 1917 г. французский министр-социалист А. Тома передал Временному правительству информацию о связях большевиков с немцами; соответствующее обвинение было предъявлено большевикам в июле 1917 года. И в настоящее время многие отечественные и зарубежные исследователи и литераторы придерживаются этой версии.
Некоторую путаницу в неё вносит представление о Л. Д. Троцком как об англо-американском шпионе, и эта проблема также восходит к весне 1917 г., когда в кадетской «Речи» появились сообщения о том, что, находясь в США, Троцкий получил 10 000 то ли марок, то ли долларов. Это представление объясняет разногласия между Лениным и Троцким по поводу Брестского мира (лидеры большевиков получали деньги из разных источников), но оставляет открытым вопрос: чьей акцией был Октябрьский переворот, к которому Троцкий, как председатель Петроградского совета и фактический руководитель Военно-революционного комитета, имел самое прямое отношение?
У историков к этой версии есть и другие вопросы. Германии необходимо было закрыть восточный фронт и поддерживать в России противников войны, — вытекает ли из этого автоматически, что противники войны служили Германии и не имели никаких иных причин добиваться прекращения «мировой бойни»? Государства Антанты, со своей стороны, были кровно заинтересованы и в сохранении, и в активизации восточного фронта и всеми средствами поддерживали в России сторонников «войны до победного конца», — следуя той же логике, отчего не предположить, что оппонентов большевиков вдохновляло «золото» иного происхождения, а вовсе не интересы России?. Все партии нуждались в деньгах, всем крупным партиям приходилось тратить немалые средства на агитацию и пропаганду, на избирательные кампании (выборов различных уровней в 1917 году проводилось много) и прочее, — и все страны, вовлечённые в Первую мировую войну, имели свои интересы в России; но вопрос об источниках финансирования партий, потерпевших поражение, уже никого не интересует и остаётся практически не исследованным.
В начале 90-х годов американский историк С. Ляндерс обнаружил в российских архивах документы, подтверждающие, что в 1917 году члены Заграничного бюро ЦК получали денежные субсидии от швейцарского социалиста Карла Моора; позже выяснилось, что швейцарец был германским агентом. Однако субсидии составили всего 113 926 швейцарских крон (или 32 837 долларов), да и те были использованы за рубежом для организации 3-й циммервальдской конференции. Пока это единственное документальное подтверждение получения большевиками «немецких денег».
Что же касается А. Л. Парвуса, то на его счетах вообще трудно отделить немецкие деньги от не немецких, поскольку к 1915 году он и сам уже был миллионером; и если бы его причастность к финансированию РСДРП(б) была доказана, пришлось бы ещё специально доказывать, что при этом использовались именно немецкие деньги, а не личные накопления Парвуса.
Серьёзных историков больше интересует другой вопрос: какую роль в событиях 1917 года могла играть финансовая помощь (или иное покровительство) с той или с другой стороны?.
Сотрудничество большевиков с германским Генштабом призван доказать «пломбированный вагон», в котором группа большевиков во главе с Лениным проехала через Германию. Но месяц спустя тем же маршрутом, благодаря посредничеству Р. Гримма, от которого отказался Ленин, проследовали ещё два «пломбированных вагона», с меньшевиками и эсерами, — но не всем партиям предполагаемое покровительство кайзера помогло победить.
Запутанные финансовые дела большевистской «Правды» позволяют утверждать или предполагать, что ей оказывали помощь заинтересованные немцы; но несмотря ни на какое финансирование «Правда» оставалась «маленькой газетой» (Д. Рид рассказывает, как в ночь переворота большевики захватили типографию «Русской воли» и впервые отпечатали свою газету в большом формате), которую после Июльских дней постоянно закрывали и вынуждали менять название; десятки больших газет вели антибольшевистскую пропаганду, — почему маленькая «Правда» оказалась сильнее?
То же относится и ко всей большевистской пропаганде, которую, как предполагается, финансировали немцы: большевики (и их союзники-интернационалисты) своей антивоенной агитацией разложили армию, — но гораздо большее число партий, располагавших несоизмеримо большими возможностями и средствами, в это время агитировали за «войну до победного конца», взывали к патриотическим чувствам, обвиняли в предательстве рабочих с их требованием 8-часового рабочего дня, — почему большевики выиграли столь неравный бой?
А. Ф. Керенский на связях большевиков с германским Генштабом настаивал и в 1917 году, и десятилетия спустя; в июле 1917 г. при его участии было составлено коммюнике, в котором «Ленин и его сподвижники» обвинялись в создании специальной организации «с целью поддержки враждебных действий воюющих с Россией стран».
Доктор исторических наук В. И. Старцев, специально занимавшийся вопросом предполагаемого финансирования большевиков немцами, пришёл к выводу, что это является вымыслом польского литератора Фердинанда Оссендовского. Опубликованные им «документы Сиссона», якобы свидетельствовавшие о сотрудничестве большевиков с немцами, являются фальшивыми.

## Вооружённое восстание в Петрограде

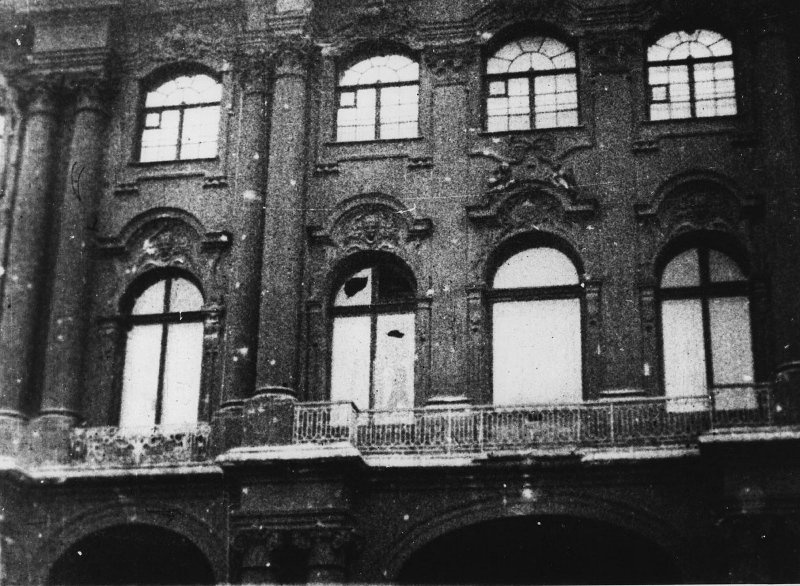
Зимний дворец утром 26 октября после захвата большевиками. Фото П. К. Новицкого

Участник событий 1917 года, член Партии народных социалистов, историк С. П. Мельгунов полагал, что в контексте общегосударственной ситуации октябрьских дней захват власти в России большевиками не был неизбежен, неизбежным его сделали конкретные ошибки правительства, которое имелo все возможности его предотвратить, однако не сделало этого, пребывая в уверенности, что это выступление большевиков гарантированно ожидает та же участь, что и в июльские дни.
«Курс на вооружённое восстание» был принят большевиками ещё на VI съезде в начале августа, но в то время загнанная в подполье партия не могла даже готовиться к восстанию: сочувствовавшие большевикам рабочие были разоружены, их военные организации были разгромлены, революционные полки Петроградского гарнизона расформированы. Возможность вновь вооружиться представилась лишь в дни Корниловского выступления, но после его ликвидации казалось, что открылась новая страница мирного развития революции. Лишь в 20-х числах сентября, после того, как большевики возглавили Петроградский и Московский советы и после провала Демократического совещания Ленин вновь заговорил о восстании.
Получив большинство в Петроградском совете, левые социалисты фактически восстановили в городе доиюльское двоевластие и на протяжении двух недель две власти открыто мерились силами: правительство приказывало полкам выступить на фронт — Совет назначал проверку приказа и установив, что продиктован он не стратегическими, а политическими мотивами, приказывал полкам остаться в городе; командующий ВО запрещал выдавать рабочим оружие из арсеналов Петрограда и окрестностей — Совет выписывал ордер и оружие выдавалось; в ответ правительство попыталось вооружить своих сторонников винтовками из арсенала Петропавловский крепости — явился представитель Совета и выдача оружия прекратилась.
9 (22) октября 1917 г. правые социалисты внесли в Петроградский совет предложение создать Комитет революционной обороны для защиты столицы от опасно приблизившихся немцев; по замыслу инициаторов, Комитет должен был привлечь и организовать рабочих для активного участия в обороне Петрограда — большевики увидели в этом предложении возможность легализации рабочей красной гвардии и её столь же легального вооружения и обучения для грядущего восстания.
10 (23) октября Центральный комитет принятой резолюцией поставил восстание в повестку дня.
16 (29) октября расширенное заседание ЦК с участием представителей районов подтвердило принятое решение. Пленум Петроградского совета одобрил создание Комитета революционной обороны, но уже как Военно-революционного.
Оппоненты большевиков — правые социалисты и кадеты — «назначили» восстание сначала на 17-е число.
18 (31) октября совещание представителей полков по предложению Троцкого приняло резолюцию о неподчинении гарнизона Временному правительству; исполняться могли только те приказы штаба военного округа, которые подтверждены солдатской секцией Петроградского совета.
Правые социалисты и кадеты «переназначили» восстание сначала на 20-е число.

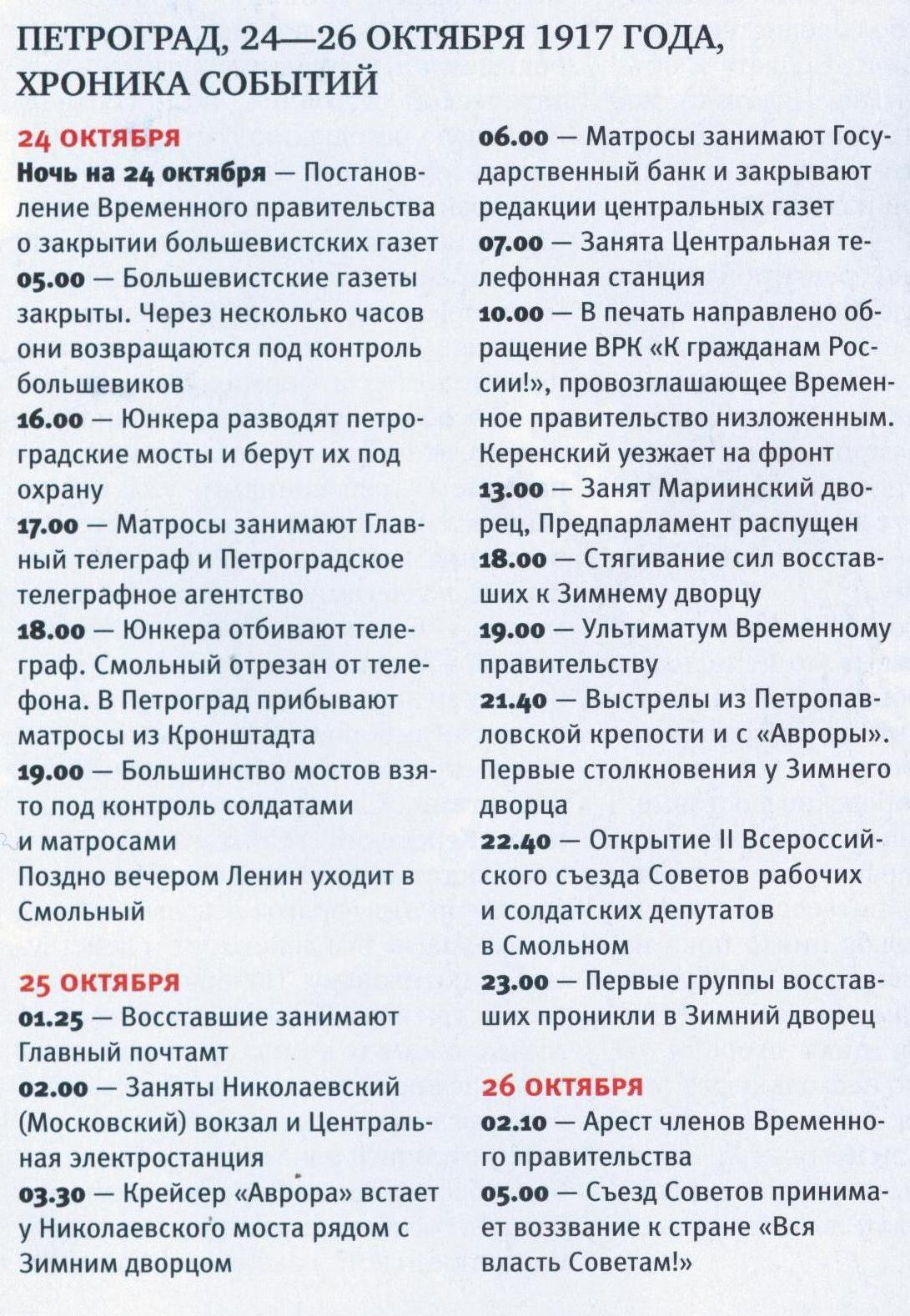
Важнейшие события октябрьского переворота из журнала Вокруг света, № 11, ноябрь 2008 года

21 октября совещание представителей полков в принятой резолюции признало Петроградский совет единственной властью.
Правительство неустанно готовилось к восстанию, опять «переназначенному» на 22 октября (объявленное Днём Петроградского совета).

Историческая фотография П. А. Оцупа. Броневик «Лейтенант Шмидт», захваченный красногвардейцами у юнкеров. Петроград, 25 октября 1917

Военно-революционный комитет назначал своих комиссаров во все важные в стратегическом отношении учреждения и фактически брал их под свой контроль. Наконец, 24 октября Керенский в очередной раз закрыл не впервые переименованную «Правду» и отдал приказ об аресте Комитета; но типографию «Правды» Совет легко отбил, а исполнить приказ об аресте оказалось некому.

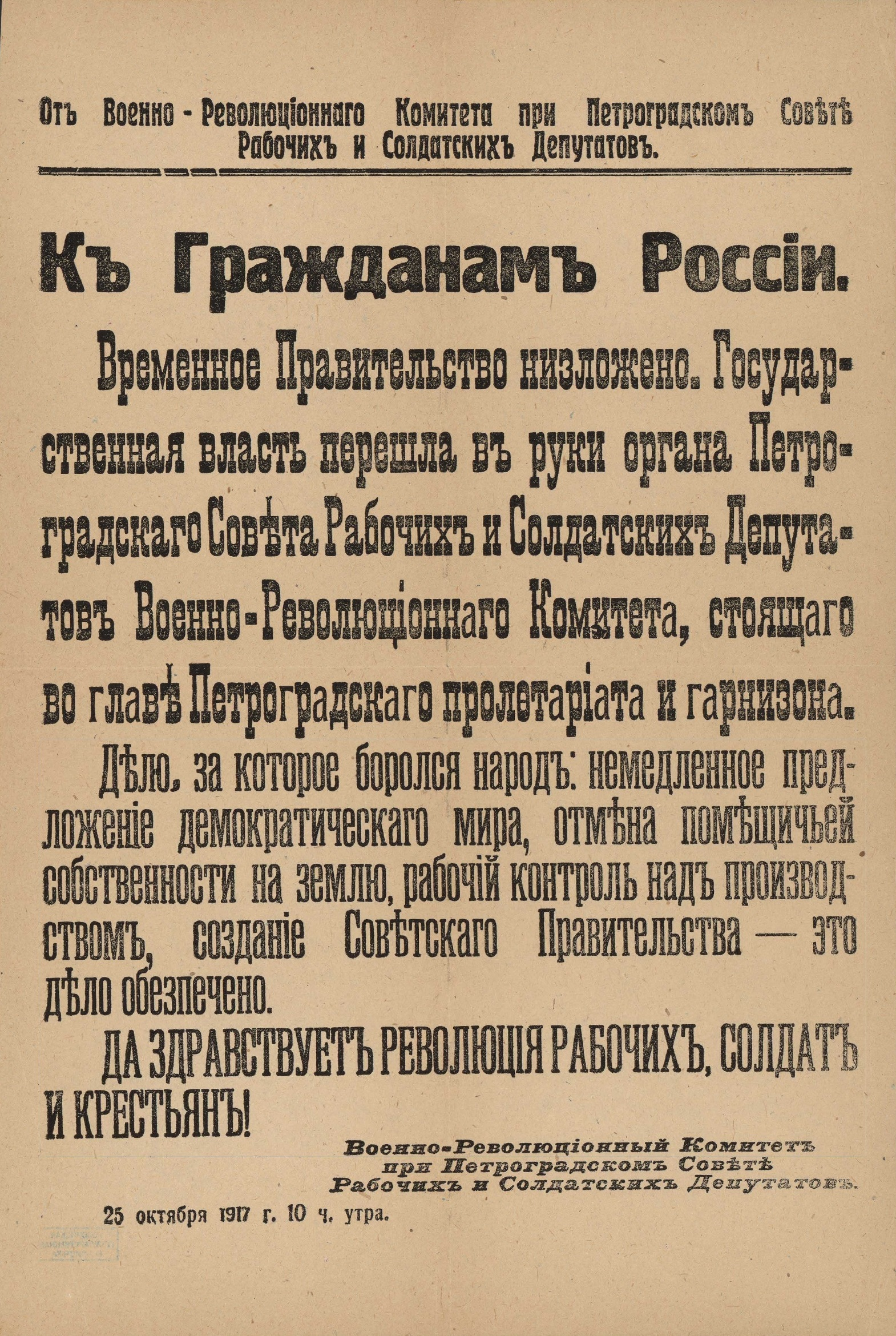
Объявление ВРК о низложении Временного правительства

Попытка небольшого отряда юнкеров во главе с народным социалистом В. Б. Станкевичем отбить телефонную станцию закончилась неудачей и утром 25 октября (7 ноября) под контролем Временного правительства оставался лишь Зимний дворец, окружённый отрядами красной гвардии. Силы защитников Временного правительства составляли примерно 200 ударниц женского батальона смерти, 2—3 роты юнкеров и 40 инвалидов Георгиевских кавалеров, возглавляемых капитаном на протезах.
В 10 часов утра 25 октября Военно-революционный комитет выпустил воззвание «К гражданам России!». «Государственная власть — сообщалось в нём — перешла в руки органа Петроградского Совета рабочих и солдатских депутатов, Военно-революционного комитета, стоящего во главе петроградского пролетариата и гарнизона. Дело, за которое боролся народ: немедленное предложение демократического мира, отмена помещичьей собственности на землю, рабочий контроль над производством, создание Советского правительства — это дело обеспечено».
В 21:40 холостой выстрел из Петропавловской крепости и крейсера «Аврора» подал сигнал к началу штурма Зимнего дворца. В 2 часа ночи 26 октября (8 ноября) вооружёнными рабочими, солдатами Петроградского гарнизона и матросами Балтийского флота во главе с Владимиром Антоновым-Овсеенко был взят Зимний дворец и арестовано Временное правительство.
«Произошедший в ночь с 25-го на 26 октября арест Временного правительства для всех явился неожиданностью, потому что представляли его совершенно иначе: ожидали повторения Июльских дней, вооружённых демонстраций полков гарнизона, только на сей раз с выраженным намерением арестовать правительство и захватить власть. Но никаких демонстраций не было, да и гарнизон почти не был задействован; отряды рабочей красной гвардии и матросов Балтийского флота просто завершали давно начатую Петроградским советом работу по превращению двоевластия в единовластие Совета: сводили разведённые Керенским мосты, разоружая выставленные правительством караулы, брали под свой контроль вокзалы, электростанцию, телефонную станцию, телеграф и т. д., и т. п. и всё это без единого выстрела, спокойно и методично — не спавшие в ту ночь члены Временного правительства во главе с Керенским долго не могли понять, что происходит, о действиях ВРК узнавали по „вторичным признакам“: в какой-то момент в Зимнем дворце отключили телефоны, потом — электричество...»

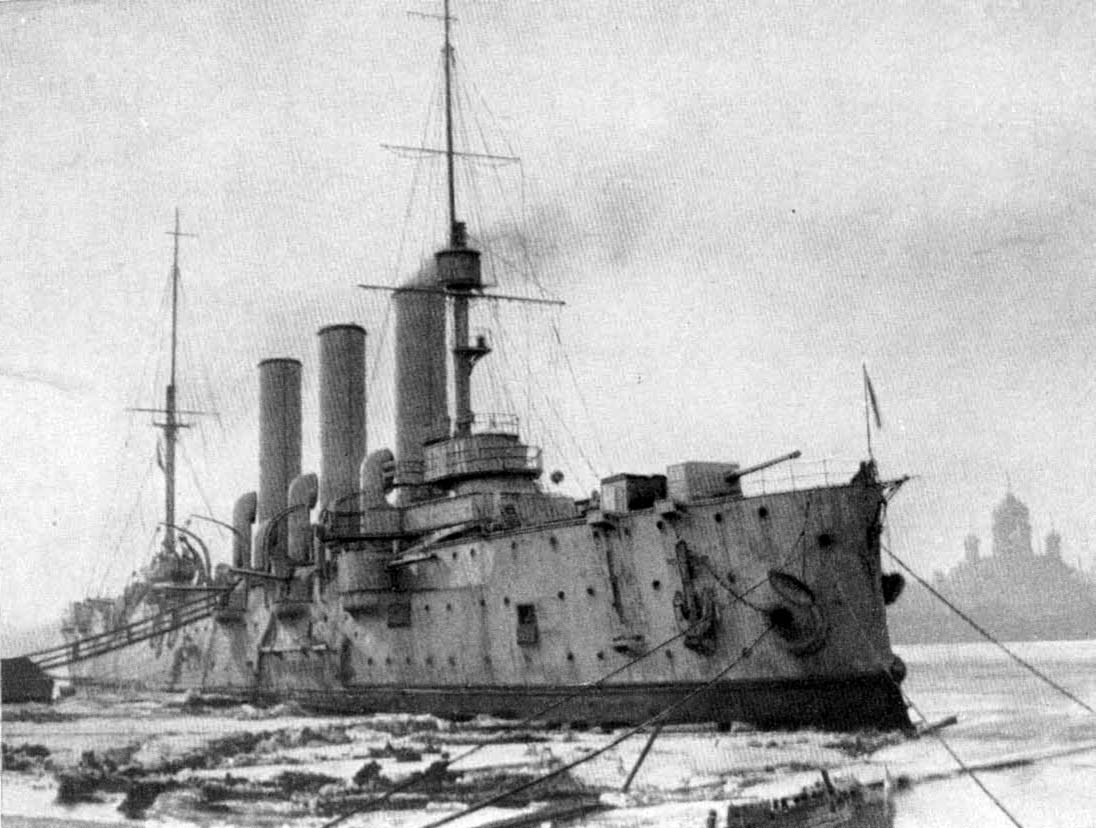
Крейсер «Аврора»

## II Всероссийский съезд Советов
В 22:40 25 октября (7 ноября) в Смольном открылся Второй Всероссийский съезд Советов рабочих и солдатских депутатов, на котором большевики вместе с левыми эсерами получили большую часть голосов. Правые социалисты покинули съезд в знак протеста против совершённого переворота, но не смогли своим уходом нарушить кворум.
Опираясь на победившее восстание, Съезд воззванием «Рабочим, солдатам и крестьянам!» провозгласил переход власти к Советам в центре и на местах.
Вечером 26 октября (8 ноября), на втором своём заседании, Съезд принял Декрет о мире — всем воюющим странам и народам предлагалось немедленно приступить к переговорам о заключении всеобщего демократического мира без аннексий и контрибуций, — а также декрет об отмене смертной казни и Декрет о земле, согласно которому помещичья земля подлежала конфискации, национализировались все земли, недра, леса и воды, крестьяне получали свыше 150 млн га земли.
Съезд избрал высший орган Советской власти — Всероссийский Центральный Исполнительный Комитет (ВЦИК) (председатель — Л. Б. Каменев, с 8 (21) ноября — Я. М. Свердлов); постановив при этом, что ВЦИК должен быть пополнен представителями крестьянских Советов, армейских организаций и групп, покинувших съезд 25 октября. Наконец, съезд сформировал правительство — Совет народных комиссаров (СНК) во главе с Лениным. С образованием ВЦИК и СНК началось строительство высших органов государственной власти Советской России.

## Формирование правительства
В избранное съездом Советов правительство — Совет народных комиссаров — первоначально вошли только представители РСДРП(б): левые эсеры «временно и условно» отклонили предложение большевиков, желая стать мостом между РСДРП(б) и теми социалистическими партиями, которые не участвовали в восстании, квалифицировали его как преступную авантюру и в знак протеста покинули Съезд, — меньшевиками и эсерами.
Состав первого советского правительства был следующим:
- Председатель Совета народных комиссаров — Владимир Ульянов (Ленин)
- Нарком по внутренним делам — А. И. Рыков
- Нарком земледелия — В. П. Милютин
- Нарком труда — А. Г. Шляпников
- Наркомат по военным и морским делам — комитет, в составе: В. А. Овсеенко (Антонов) (в тексте Декрета об образовании СНК — Авсеенко), Н. В. Крыленко и П. Е. Дыбенко
- Нарком по делам торговли и промышленности — В. П. Ногин
- Нарком народного просвещения — А. В. Луначарский
- Нарком финансов — И. И. Скворцов (Степанов)
- Нарком по иностранным делам — Л. Д. Бронштейн (Троцкий)
- Нарком юстиции — Г. И. Оппоков (Ломов)
- Нарком по делам продовольствия — И. А. Теодорович
- Нарком почт и телеграфов — Н. П. Авилов (Глебов)
- Нарком по делам национальностей — И. В. Джугашвили (Сталин)
- Пост народного комиссара по делам железнодорожным остался временно не замещённым.

Вакантный пост народного комиссара по делам железнодорожным позже занял М. Т. Елизаров. 12 ноября в дополнение к Постановлению о создании СНК наркомом государственного призрения была назначена Коллонтай, Александра Михайловна, первая женщина-министр в мире. 19 ноября наркомом госконтроля был назначен Эссен, Эдуард Эдуардович.
29 октября (11 ноября) Всероссийский исполнительный комитет железнодорожного профсоюза (Викжель) под угрозой забастовки потребовал создания «однородного социалистического правительства»; в тот же день ЦК РСДРП(б) на своём заседании признал желательным включение в состав Совнаркома представителей других социалистических партий (в частности, Ленин был готов предложить В. М. Чернову портфель наркома земледелия) и вступил в переговоры. Однако выдвинутые правыми социалистами требования (среди прочих — исключение из состава правительства Ленина и Троцкого как «персональных виновников Октябрьского переворота», председательство одного из лидеров ПСР — В. М. Чернова или Н. Д. Авксентьева, дополнение Советов целым рядом неполитических организаций, в которых правые социалисты ещё сохраняли большинство) были признаны неприемлемыми не только большевиками, но и левыми эсерами: переговоры 2(15) ноября 1917 года были прерваны, а левые эсеры некоторое время спустя вошли в правительство, возглавив в том числе и Наркомат земледелия.
Большевики на почве «однородного социалистического правительства» обрели внутрипартийную оппозицию во главе с Каменевым, Зиновьевым и Рыковым и Ногиным, которая в своём заявлении от 4 (17) ноября 1917 г. утверждала: «ЦК РСДРП (большевиков) 14 (1) ноября принял резолюцию, на деле отвергавшую соглашение с партиями, входящими в Совет р. и с. депутатов, для образования социалистического Советского правительства».
По мнению известного историка-русиста Ричарда Пайпса

Несмотря на то, что власть была захвачена от имени Советов, в которых были представлены все социалистические партии, Ленин отказался ввести их представителей в свое правительство, укомплектовав его исключительно большевиками. На выборах в Учредительное собрание, которое должно было дать стране конституцию, большевики потерпели сокрушительное поражение, получив меньше четверти всех голосов. Разгон Учредительного собрания, произошедший в январе 1918 года, ознаменовал собой начало однопартийного правления в России. Опираясь на политические суды и ЧК [...], победители развернули террор, эффективно заглушивший оппозицию на всей подвластной им территории в течение первого же года. Все формы организованной деятельности были поставлены под надзор партии, сама же она не подвергалась никакому контролю извне.

## Сопротивление
Утром 25 октября Керенский покинул Петроград в автомобиле с американским флагом и отправился в пригороды Петрограда в поисках идущих с фронта верных правительству частей.
Вечером 25 октября 1917 года петроградская Городская Дума для предотвращения кровопролития организовала три делегации — на крейсер «Аврора», в штаб большевиков Смольный и в Зимний дворец. Но через пару часов все три делегации вернулись ни с чем — их не пропустили патрули. Затем члены думы отправились к Зимнему дворцу, но думская процессия вместе с присоединившейся к ней толпой публики, была также остановлена патрулями.
В ночь с 25 на 26 октября (8 ноября) правые социалисты в противовес Военно-революционному комитету создали Комитет спасения Родины и революции; Комитет, возглавляемый правым эсером А. Р. Гоцем, распространял антибольшевистские листовки, поддерживал саботаж чиновников и предпринятую Керенским попытку свергнуть созданное II Всероссийским съездом правительство, призвал к вооружённому сопротивлению своих единомышленников в Москве.
Найдя сочувствие у П. Н. Краснова и назначив его командующим всеми вооружёнными силами Петроградского военного округа, Керенский с казаками 3-го корпуса в конце октября предпринял поход на Петроград (см. Поход Керенского — Краснова на Петроград). В самой столице 29 октября (11 ноября) Комитет спасения организовал вооружённое восстание юнкеров. Восстание было в тот же день подавлено; 1 (14) ноября потерпел поражение и Керенский. В Гатчине, сговорившись с отрядом матросов, возглавляемых П. Е. Дыбенко, казаки готовы были выдать им бывшего министра-председателя, и Керенскому ничего не оставалось, как, переодевшись матросом, спешно покинуть и Гатчину, и Россию.
В Москве события развивались иначе, чем в Петрограде. Образованный вечером 25 октября Московскими советами рабочих и солдатских депутатов ВРК, в соответствии с постановлением Второго съезда о переходе власти на местах к Советам, ночью взял под свой контроль все важные в стратегическом отношении объекты (арсенал, телеграф, Государственный банк и т. д.). В противовес ВРК был создан Комитет общественной безопасности (он же «Комитет спасения революции»), который возглавил председатель городской думы правый эсер В. В. Руднев. Комитет, поддержанный юнкерами и казаками во главе с командующим войсками МВО К. И. Рябцевым, 26 октября заявил, что признаёт решения Съезда. Однако 27 октября (9 ноября), получив сообщение о начале похода Керенского — Краснова на Петроград, как считает Суханов, по прямому указанию петроградского Комитета спасения Родины и революции, штаб МВО предъявил Совету ультиматум (потребовав, в частности, роспуска ВРК) и, поскольку ультиматум был отвергнут, в ночь на 28 октября начал военные действия.
27 октября (9 ноября) 1917 Всероссийский исполнительный комитет профсоюза железнодорожников (Викжель), объявив себя нейтральной организацией, потребовал «прекращения гражданской войны и создания однородного социалистического правительства от большевиков до народных социалистов включительно». В качестве наиболее веских аргументов использовались отказ перевозить войска в Москву, где шли бои, и угроза организации всеобщей забастовки на транспорте.
ЦК РСДРП(б) принял решение вступить в переговоры и откомандировал на них председателя ВЦИК Л. Б. Каменева и члена ЦК Г. Я. Сокольникова. Однако переговоры, длившиеся несколько дней, закончились ничем.
Бои в Москве продолжались — с однодневным перемирием — до 3 ноября (16 ноября), когда, не дождавшись помощи от войск с фронта, Комитет общественной безопасности согласился сложить оружие. В ходе этих событий погибло несколько сотен человек, 240 из которых были захоронены 10—17 ноября на Красной площади в двух братских могилах, положив начало Некрополю у Кремлёвской стены (См. также Октябрьское вооружённое восстание в Москве (1917)).

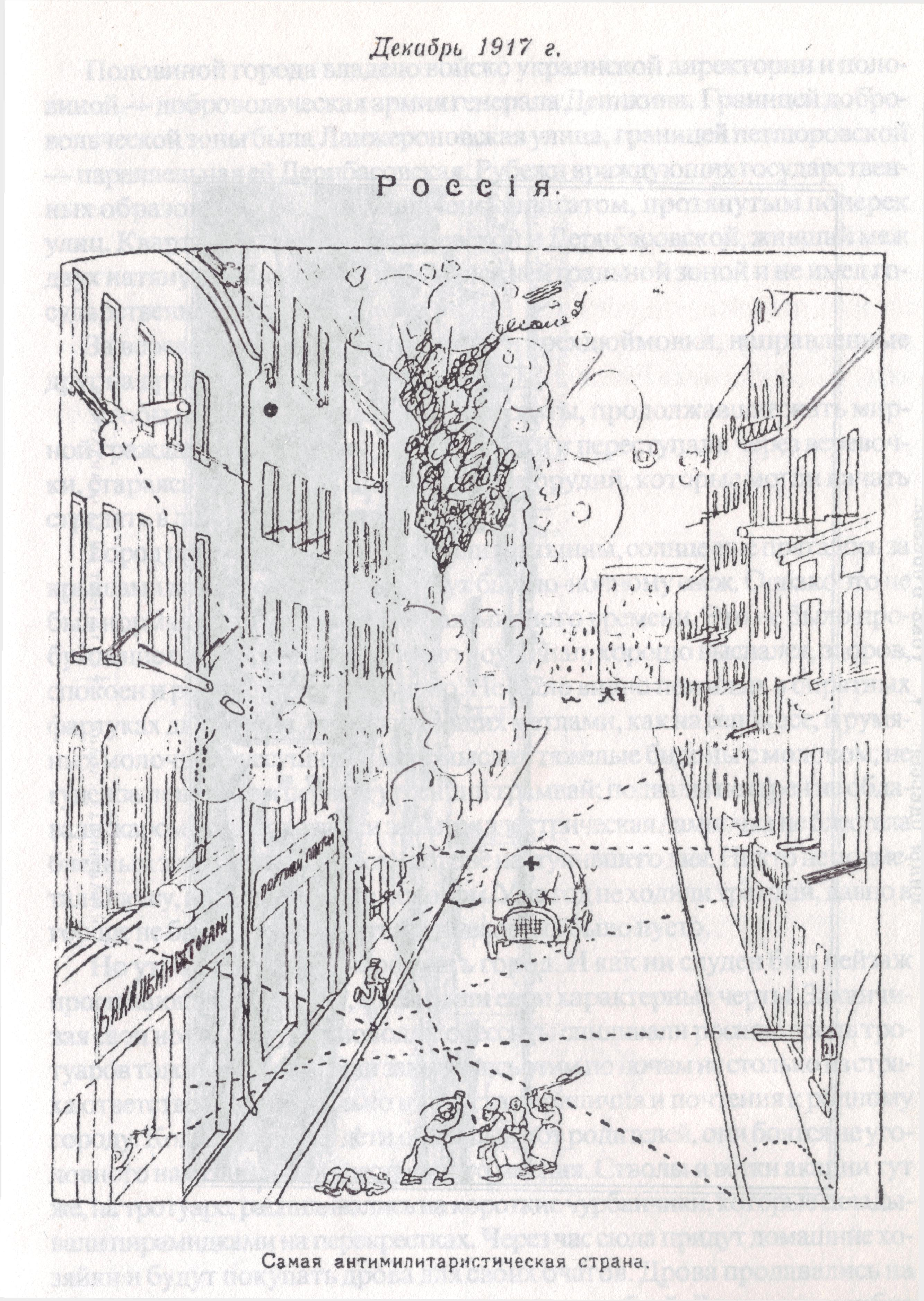
Россия — самая антимилитаристическая страна. Декабрь 1917

Большая часть государственных служащих не признала совершившийся переворот и ответила на него пассивным сопротивлением. Только в Петрограде около 50 тыс. служащих государственных и коммерческих структур прекратили выполнять свои обязанности. Сломить этот «саботаж» удалось только к весне 1918 г. Нехватку служащих компенсировали направлением в советские учреждения рабочих крупных питерских предприятий. В некоторых случаях за их счёт комплектовалось до 75 % штатов.

## Коалиция большевиков с левыми эсерами
11 (24) ноября — 25 ноября (8 декабря) 1917 года в Петрограде проходил Чрезвычайный Всероссийский съезд Советов крестьянских депутатов. На первом заседании присутствовало около 260 делегатов с решающим голосом, 18 ноября (1 декабря) — 330 делегатов (левых эсеров — 195, большевиков — 37, эсеров центра и правых — 65 и др.). В последующие дни число делегатов возросло. Одобрив политику Совета Народных Комиссаров, делегаты этого съезда большинством голосов высказались за участие в нём левых эсеров. Чрезвычайный съезд принял решение о созыве Второго Всероссийского съезда Советов крестьянских депутатов, а избранный Чрезвычайным съездом временный Исполнительный комитет Советов крестьянских депутатов слился с ВЦИК. 15 (28) ноября в Смольном состоялось объединённое заседание ВЦИК, Петроградского совета рабочих и солдатских депутатов и Чрезвычайного Всероссийского съезда Советов крестьянских депутатов, которое подтвердило декреты 2-го Всероссийского съезда Советов о мире и о земле и декрет ВЦИК о рабочем контроле от 14(27) ноября 1917 г.
II Всероссийский съезд Советов крестьянских депутатов, происходил в Петрограде 26 ноября — 10 декабря (9—23 декабря) 1917. На нём присутствовало 790 делегатов, в том числе 305 эсеров центра и правых, 350 левых эсеров, 91 большевик и др. Правые эсеры стояли на позиции защиты Учредительного собрания и считавших «так называемый „Совет народных комиссаров“ незаконным захватчиком власти». Другая часть съезда поддерживала Советскую власть. По мере нарастания противоречий между сторонниками и противниками Советской власти съезд раскололся примерно пополам и противоборствующие делегаты стали заседать раздельно. Большевики и левые эсеры заключили соглашение о вхождении 108 членов Исполнительного комитета Советов крестьянских депутатов в объединённый ВЦИК Советов рабочих, солдатских и крестьянских депутатов.
17 ноября и 13 декабря представители левых эсеров вошли в состав Совнаркома. А. Л. Колегаев возглавил Наркомат земледелия, В. А. Карелин — Наркомат имуществ Российской Республики, П. П. Прошьян — Наркомат почт и телеграфов, В. Е. Трутовский — Наркомат местного самоуправления, И. З. Штейнберг — Наркомат юстиции; В. А. Алгасов и А. И. Бриллиантов получили статус «наркомов без портфеля».

## Установление советской власти на местах и распад страны
Позиции большевиков в органах местного самоуправления[прояснить] были крайне слабыми. В 50 губернских городах у них было 7 % мест, в 413 уездных — 2 %. Органы местного самоуправления вступили в борьбу с местными советами рабочих и солдатских депутатов. Но лишь в 15 крупных городах из 84 произошло вооружённое противостояние. Так, в Москве советская власть была установлена с помощью революционных отрядов из Петрограда, в Иркутске — из Красноярска, Ачинска и Канска, в Калуге — из Москвы и Минска.
В Центральном промышленном районе (Иваново-Вознесенск, Кострома, Тверь, Ярославль, Рязань и другие) многие местные советы рабочих депутатов фактически овладели властью ещё до октябрьского переворота, и после него лишь узаконили своё положение. В целом, в Центральном промышленном районе советская власть была установлена к концу декабря 1917 года. В Центрально-Чернозёмном районе и в Поволжье, где большим влиянием пользовались эсеры, процесс признания Советской власти затянулся до конца января 1918 года. Только в январе 1918 года, после ожесточённого сопротивления, Советская власть была установлена и в Иркутске.
Народный комиссариат внутренних дел указывал: «При существовании Советов земским и городским самоуправлениям не должно быть места… Ликвидация самоуправлений должна проводиться постепенно, по мере овладения той работой, которая до сих пор лежала на органах самоуправления». Даже в начале 1918 года во многих городах Советы и городские думы продолжали сосуществовать. Кроме того, в провинции большое распространение получили коалиционные органы власти, в которые наряду с представителями Советов входили деятели местного самоуправления (дум, земств), профсоюзов и кооперативов. В них преобладали умеренно-социалистические элементы. Подобные органы имели различные названия: «Комитет народной власти» в Астрахани, Военно-революционный комитет «объединённой демократии» на Дону, Краевой комитет Советов рабочих, солдатских и крестьянских депутатов и местных самоуправлений на Дальнем Востоке и т. п. В Забайкальской области в «Народный Совет» на пропорциональной основе вошли представители основных групп сельского населения (крестьян, казаков, бурят), Советов рабочих и солдатских депутатов, а также городских органов самоуправления.
На неоккупированных немцами территориях Эстонии и Латвии, а также в Беларуси советская власть утвердилась в октябре — ноябре 1917 года.
В действующей армии процесс признания советской власти происходил постепенно, с севера на юг. На Западном фронте уже 25 октября был создан Военно-революционный комитет Западной области, который сорвал попытку штаба фронта разгромить большевиков и сместил командующего фронтом. За отказ выполнять приказы СНК главнокомандующий Николай Духонин был смещён и заменён большевиком Николаем Крыленко. После ареста 20 ноября Духонин в тот же день был убит солдатами (Занятие большевиками Ставки Верховного Главнокомандующего (1917)) прямо перед вагоном советского главковерха. Прошедший в этот же день в Минске съезд представителей Западного фронта избрал нового командующего — большевика Александра Мясникова. На Юго-Западном, Румынском и Кавказском фронтах советская власть была признана только в декабре 1917 — январе 1918 года.
Советскую власть не признали все казачьи регионы. Уже 25 октября 1917 года атаман Алексей Каледин ввёл в области войска Донского военное положение и установил контакты с казачьим руководством Оренбурга, Кубани, Астрахани, Терека. Располагая пятнадцатитысячным войском, он сумел захватить Ростов-на-Дону, Таганрог, значительную часть Донбасса. 25 декабря 1917 года в Новочеркасске для борьбы с большевиками была создана Добровольческая армия.
После получения сообщения о свержении Временного правительства на всей территории Кубанской области с 26 октября также было введено военное положение, атаман Александр Филимонов и войсковое правительство призвали население к борьбе с советской властью Военное положение в Терской области ввёл атаман Терского казачьего войска Михаил Караулов. Атаман Оренбургского казачьего войска Александр Дутов также 26 октября подписал приказ о непризнании на территории Оренбургского казачьего войска власти большевиков.
Ещё 21 октября (3 ноября) 1917 года во Владикавказе был учреждён так называемый «Юго-восточный Союз казачьих войск, горцев Кавказа и вольных народов степей». В своей декларации он провозгласил: «Гарантируя своим членам полную независимость их внутренней жизни, Союз обязуется содействовать им в подготовке их внутреннего устройства, как самостоятельных штатов будущей Российской демократической федеративной республики».
18 (31) декабря 1917 года СНК признал независимость Финляндии. Позднее, 29 августа 1918 года, СНК издал декрет, которым аннулировались договоры царской России конца XVIII века с Австрией и Германией о разделе Польши и признавалось право польского народа на независимое и самостоятельное существование.
На Украине после большевистского восстания в Киеве к власти пришла Центральная рада. 7 (20) ноября 1917 года Центральная рада провозгласила образование Украинской Народной Республики, оговорив, однако, намерение «не отделяться от Российской Республики», помочь ей «стать федерацией равных, свободных народов». СНК 3 (16) декабря 1917 года признал право Украины на самоопределение. Но 11 (24) декабря в Харькове украинские большевики созвали Всеукраинский съезд Советов, который «принял на себя всю полноту власти на Украине», избрав украинский ЦИК. Большевики приветствовали новую власть как «подлинное правительство Народной Украинской республики».
В Крыму 26 ноября 1917 года в Ханском дворце в Бахчисарае была провозглашена Крымская Народная Республика, был назначен Совет директоров (Директория) — Национальное правительство, которое возглавил Номан Челебиджихан. А 16 декабря 1917 года в Севастополе был учреждён большевистский Военно-революционный комитет, который взял власть в городе в свои руки.
В Закавказье реакцией на октябрьский переворот стало образование в Тифлисе 15 (28) ноября 1917 года «Закавказского Комиссариата», созданного представителями депутатами, избранными в Учредительное собрание, а также деятелями ведущих местных партий.
В Туркестане ещё в сентябре 1917-го исполком Ташкентского Совета осуществил переворот и сверг власть представителей Временного правительства. Однако мусульманское население региона советскую власть не поддерживало.
В создавшейся обстановке анархии начали возникать межнациональные конфликты. Так, осенью 1917 года в Грозном завязалось настоящее сражение между бойцами вернувшегося с фронта Чеченского конного полка Кавказской туземной дивизии и терскими казаками, которое переросло в погром чеченцев Грозного. В ответ был образован Чеченский национальный комитет во главе с шейхом Дени Арсановым. Грозный превратился в осаждённую крепость, добыча на нефтепромыслах полностью прекратилась. Чеченцы и ингуши начали нападения на казачьи станицы.

## Мероприятия Советской власти в октябре-декабре 1917 г
26 октября (8 ноября), постановлением ВРК были закрыты некоторые оппозиционные газеты: кадетская «Речь», правоменьшевистский «День», «Биржевые ведомости» и другие. 27 октября (9 ноября) СНК был издан Декрет о печати, в котором объяснялись действия ВРК и уточнялось, что закрытию подлежат «лишь органы прессы: 1) призывающие к открытому сопротивлению или неповиновению Рабочему и Крестьянскому правительству; 2) сеющие смуту путём явно клеветнического извращения фактов; 3) призывающие к деяниям явно преступного, то есть уголовно наказуемого характера». При этом указывалось на временный характер запрета: «настоящее положение… будет отменено особым указом по наступлении нормальных условий общественной жизни».
29 октября (11 ноября) СНК принял Декрет о 8-часовом рабочем дне. 14 (27) ноября 1917 г. ВЦИК утвердил положение «О рабочем контроле», которым на всех предприятиях, имевших наёмных рабочих или же дававших работу на дом, вводился рабочий контроль. Владельцы предприятий были обязаны исполнять предписания органов рабочего контроля.
2 (15) ноября 1917 Советское правительство опубликовало Декларацию прав народов России, которая провозгласила равенство и суверенность всех народов страны, их право на свободное самоопределение, вплоть до отделения и образования самостоятельных государств, отмену национальных и религиозных привилегий и ограничений, свободное развитие национальных меньшинств и этнических групп. 20 ноября (3 декабря) СНК в обращении «Ко всем трудящимся мусульманам России и Востока» объявил свободными и неприкосновенными национальные и культурные учреждения, обычаи и верования мусульман, гарантируя им полную свободу устройства своей жизни.
10 (23) ноября ВЦИК издал «декрет об уничтожении сословий и гражданских чинов», провозгласивший юридическое равенство всех граждан России.
24 ноября (7 декабря) СНК был издан Декрет о суде № 1, который предусматривал замену существовавших судебных учреждений новыми и отменял действие старых законов, если они противоречили «революционному правосознанию».
25 ноября (8 декабря) СНК издал постановление «О монопольном распоряжении государства сельскохозяйственными машинами и орудиями».
Декретом ВЦИК от 5 (18) декабря был создан Высший совет народного хозяйства, которому предоставлялось право конфискации, реквизиции, секвестра, принудительного синдицирования различных отраслей промышленности и торговли.
7 (20) декабря 1917 г. декретом СНК была создана Всероссийская Чрезвычайная Комиссия по борьбе с контрреволюцией, спекуляцией и преступлениями по должности.
14 (27) декабря 1917 г. ВЦИК издал декрет «О национализации банков». В тот же день ВЦИК издал декрет «О ревизии стальных ящиков в банках», в соответствии с которым золото в монетах и слитках, находившееся в банковских сейфах частных лиц, подлежало конфискации и передаче в общегосударственный золотой фонд.
16 (29) декабря СНК издал декрет «Об уравнении в правах всех военнослужащих», в соответствии с которым все чины и звания в армии, начиная с ефрейторского и кончая генеральским, упразднялись и провозглашалось, что «армия Российской Республики отныне состоит из свободных и равных друг другу граждан, носящих почётное звание солдат революционной армии».

## Учредительное собрание: выборы и роспуск

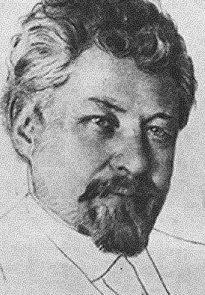
В. М. Чернов (1873—1952)

В выборах долгожданного Учредительного собрания 12 (25) ноября 1917 приняли участие менее 50 % избирателей; объяснение[кто?] такой незаинтересованности можно найти в том, что II Всероссийский съезд Советов уже принял важнейшие декреты, уже провозгласил власть Советов, — в этих условиях назначение Учредительного собрания многим было непонятно. Большевики получили лишь около четверти голосов, проиграв эсерам. Впоследствии они утверждали, что левые эсеры (получившие всего 40 мандатов) отняли победу у самих себя и у РСДРП(б), не отделившись своевременно в самостоятельную партию.
В то время как влияние правых эсеров во главе с Авксентьевым и Гоцем и центристов во главе с Черновым после июля падало, популярность (и численность) левых, напротив, росла. В эсеровской фракции II Съезда советов большинство принадлежало левым; позже ПЛСР поддержало и большинство, состоявшегося с 10-го по 25 ноября (23 ноября — 8 декабря) 1917 года, Чрезвычайного съезда советов крестьянских депутатов, — что, собственно, и позволило двум ЦИКам объединиться. Как же случилось, что в Учредительном собрании левые эсеры оказались лишь небольшой группой?
И для большевиков, и для левых эсеров[каких?] ответ был очевиден: всему виной единые избирательные списки. Далеко разойдясь во взглядах с большинством ПСР уже весной 1917 года, левые эсеры тем не менее долго не решались образовать собственную партию, — пока 27 октября (9 ноября) 1917 г. ЦК ПСР не принял постановление об исключении из партии «всех принявших участие в большевистской авантюре и не ушедших со съезда Советов».
Но голосование проводилось по старым спискам, составленным ещё задолго до Октябрьского переворота, общим для правых и левых эсеров. Непосредственно после переворота Ленин предлагал отложить выборы в Учредительное собрание, в том числе и для того, чтобы левые эсеры могли составить отдельные списки. Но большевики столько раз обвиняли Временное правительство в намеренном откладывании выборов, что большинство не сочло возможным уподобляться в этом вопросе своим оппонентам.
Поэтому никто в действительности не знает — и не узнает уже никогда, — сколько голосов было подано на выборах за левых эсеров и сколько — за правых и центристов, кого имели в виду избиратели, голосовавшие за списки социалистов-революционеров: располагавшихся в верхней части (поскольку во всех руководящих органах ПСР в центре и на местах в то время преобладали правые и центристы) Чернова, Авксентьева, Гоца, Чайковского и др. — или замыкавших списки Спиридонову, Натансона, Камкова, Карелина и т. д.13 декабря (26 декабря) в «Правде» без подписи были опубликованы «Тезисы об Учредительном собрании» В. И. Ленина:
…Пропорциональная система выборов даёт истинное выражение воли народа лишь тогда, когда партийные списки соответствуют реальному разделению народа действительно на те партийные группировки, которые отразились в этих списках. У нас же, как известно, партия, имевшая с мая по октябрь больше всего сторонников в народе и особенно в крестьянстве, партия социалистов-революционеров, дала единые списки в Учредительное Собрание в половине октября 1917 года, но раскололась после выборов в Учредительное Собрание, до его созыва.
В силу этого, даже формального соответствия между  волей  избирателей в их массе и составом избранных в Учредительное Собрание нет и не может быть.
15 (28) ноября 1917 в Петрограде собирались 60 избранных депутатов, в основном — правых эсеров, которые попытались начать работу Собрания. В тот же день Совнарком издал декрет «Об аресте вождей гражданской войны против революции», которым запрещалась партия кадетов как «партия врагов народа». Были арестованы лидеры кадетов А. Шингарёв и Ф. Кокошкин. 29 ноября Совнарком запретил «частные совещания» делегатов Учредительного Собрания. Тогда же правые эсеры создали «Союз защиты Учредительного собрания».
20 декабря Совнарком принял решение открыть работу Собрания 5 января. 22 декабря постановление Совнаркома было утверждено ВЦИК. 23 декабря в Петрограде было введено военное положение.
На заседании ЦК ПСР, состоявшемся 3 января 1918 г., было отвергнуто, «как несвоевременное и ненадежное деяние», вооруженное выступление в день открытия Учредительного собрания, предлагавшееся военной комиссией партии.
5 (18) января в «Правде» вышло постановление за подписью члена коллегии ВЧК, с марта главы Петроградской ЧК, Урицкого М. С., которым всякие митинги и демонстрации в Петрограде были запрещены в районах, прилегающих к Таврическому дворцу. Провозглашалось, что они будут подавлены военной силой. Одновременно большевистские агитаторы на важнейших заводах (Обуховском, Балтийском и др.) пытались заручиться поддержкой рабочих, но успеха не имели.
Вместе с тыловыми частями латышских стрелков и Литовского лейб-гвардии полка большевики окружили подступы к Таврическому дворцу. Сторонники Собрания ответили демонстрациями поддержки; по разным данным, в манифестациях участвовало от 10 до 100 тысяч человек. Сторонники Собрания не решились применить оружие в защиту своих интересов; по ехидному выражению Троцкого, они пришли в Таврический дворец со свечами на случай, если большевики отключат свет, и с бутербродами на случай, если лишат продовольствия, но винтовок с собой они не взяли. 5 января 1918 г. в составе колонн демонстрантов рабочие, служащие, интеллигенция двинулись к Таврическому и были расстреляны из пулемётов.

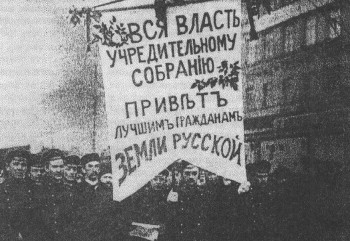
На фото: демонстрация в поддержку учредительного собрания в Петрограде 5 января 1918 года

Учредительное собрание открылось в Петрограде, в Таврическом дворце, 5 (18) января 1918 г. Председатель ВЦИК Я. М. Свердлов предложил Собранию утвердить декреты, принятые II Всероссийским съездом Советов, приняв написанный В. И. Лениным проект «Декларации прав трудящегося и эксплуатируемого народа». Однако, избранный председателем В. М. Чернов предложил для начала выработать повестку дня; в затянувшейся на многие часы дискуссии по этому вопросу большевики и левые эсеры усмотрели нежелание большинства обсуждать Декларацию, нежелание признавать власть Советов и стремление превратить Учредительное собрание в законодательное — в противовес Советам. Огласив свои декларации, большевики и левые эсеры вместе с несколькими небольшими фракциями покинули зал заседаний.
Оставшиеся депутаты продолжили работу и объявили российское государство демократической федеративной республикой. Заседание продолжалось до утра, в 5-м часу охрана зала заседаний во главе с анархистом матросом Железняком потребовала прекратить заседание, так как «Караул устал». Вечером того же дня ВЦИК издал Декрет о роспуске Учредительного собрания, подтверждённый позже III Всероссийским Съездом Советов. В декрете, в частности, говорилось:
Открытое 5 января Учредительное собрание дало, в силу известных всем обстоятельств, большинство партии правых эсеров, партии Керенского, Авксентьева и Чернова. Естественно, эта партия отказалась принять к обсуждению совершенно точное, ясное, не допускавшее никаких кривотолков предложение верховного органа Советской власти, Центрального Исполнительного Комитета Советов, признать программу Советской власти, признать «Декларацию прав трудящегося и эксплуатируемого народа», признать Октябрьскую революцию и Советскую власть. Тем самым Учредительное собрание разорвало всякую связь между собой и Советской Республикой России. Уход с такого Учредительного собрания фракций большевиков и левых эсеров, которые составляют сейчас заведомо громадное большинство в Советах и пользуются доверием рабочих и большинства крестьян, был неизбежен.

## Выход России из войны
2 (15) декабря 1917 года СНК подписал соглашение о временном прекращении военных действий с Германией и 9 (22) декабря начал переговоры, в ходе которых Германия, Турция, Болгария и Австро-Венгрия предъявили Советской России очень тяжёлые условия мира.
28 января 1918 г. Троцкий довёл до сведения Германии, что Советская Россия договор о мире подписывать не будет, войну прекращает, а армию демобилизует. В ответ советской делегации (со значительной задержкой по времени) было заявлено, что в случае неподписания мира соглашение о перемирии теряет свою силу и Германия возобновит военные действия. 29 января Верховный главнокомандующий Н. В. Крыленко сообщил командованию фронтов о прекращении войны, демобилизации и «уводе войск с передовой линии».
После этого Германия начала наступление по всему фронту и оккупировала значительную территорию. В Советской России было издано воззвание «Социалистическое отечество в опасности!». В марте 1918 г. после военного поражения под Псковом и Нарвой СНК был вынужден подписать сепаратный Брестский мирный договор с Германией, обеспечивающий права ряда наций на самоопределение, с чем СНК был согласен, но содержащий крайне тяжёлые условия для России (например, передачу Россией военно-морских сил на Чёрном море Турции, Австро-Венгрии, Болгарии и Германии). От страны отторгалось около 1 млн км².

## Образование Советских республик вне России
Эльзасская советская республика (фр. République alsacienne des conseils, нем. Elsässische Räterepublik) — советская республика, провозглашённая 10 ноября 1918 года на территории Эльзаса (ныне департаменты Верхний и Нижний Рейн) и просуществовавшая до аннексии Эльзаса-Лотарингии Францией (Страсбургский Совет сложил полномочия 22 ноября 1918 года).
Бременская Советская Республика (нем. Bremer Räterepublik) — республика Советов, существовавшая с 10 января 1919 года по 9 февраля 1919 года в немецких городах Бремене и Бремерхафене. Бременская советская республика, наряду с Баварской Советской Республикой, является одним из самых значительных явлений из числа революционных событий в Германии 1918—1920 годов.
Тарнобжегская республика (пол. Republika Tarnobrzeska) — советская республика с центром в городе Тарнобжег, провозглашенная на территории Галиции 6 ноября 1918 года и распущенная после её аннексии Польшей.
Лимерикский совет (англ. Limerick Soviet) — самопровозглашённая советская республика на юго-западе Ирландии, существовавшая 15—27 апреля 1919 года в Лимерике.
Венгерская советская республика или, дословно, Советская республика в Венгрии (венг. Magyarországi Tanácsköztársaság) — политический режим, существовавший в Венгрии примерно на 23 % её территории в период с 21 марта 1919 года до 6 августа того же года. Республика просуществовала всего четыре месяца (133 дня).
Республика Банат (рум. Republica Bănăţeană, нем. Banater Republik, серб. Банатска република, венг. Bánáti Köztársaság) — государство, провозглашённое в Тимишоаре 1 ноября 1918 года в момент распада Австро-Венгерской империи и параллельного объединения Югославии.
Гилянская Советская Социалистическая Республика (перс. جمهوری شوروی سوسیالیستی گیلان‎ — jomhuri-ye šuravi-ye sosiâlisti-ye gilân, известна также как Гилянская республика или Персидская Советская Республика) — советская республика, существовавшая в иранском остане Гилян с июня 1920 по сентябрь 1921.

## Последствия
Образованное на 2-м Всероссийском съезде Советов Советское правительство под руководством Ленина возглавило ликвидацию старого государственного аппарата и строительство, с опорой на Советы, органов Советского государства.
Декрет от 15(28) января 1918 года положил начало созданию Рабоче-крестьянской Красной армии (РККА), а декрет от 29 января (11 февраля) 1918 года — Рабоче-крестьянского Красного флота.
Были введены бесплатное образование и медицинское обслуживание, 8-часовой рабочий день, издан декрет о страховании рабочих и служащих; ликвидированы сословия, чины и звания, установлено общее наименование — «граждане Российской Республики». Провозглашена свобода совести; церковь отделена от государства, школа — от церкви. Женщины получили равные права с мужчинами во всех областях общественной жизни.
Были национализированы банки, железные дороги, внешняя торговля, торговый  флот и вся  крупная промышленность: угольная, металлургическая, нефтяная, химическая, машиностроительная, текстильная, сахарная и др.  Были аннулированы иностранные займы России, заключённые как царским, так и Временным правительствами.
В январе 1918 года были созваны 3-й Всероссийский съезд Советов рабочих и солдатских депутатов и 3-й Всероссийский съезд Советов крестьянских депутатов. 13(26) января произошло слияние съездов, что способствовало повсеместному объединению Советов крестьянских депутатов с Советами рабочих депутатов. Объединённый съезд Советов принял Декларацию прав трудящегося и эксплуатируемого народа, которая провозглашала Россию Республикой Советов и законодательно закрепляла Советы как государственную форму диктатуры пролетариата. Съезд принял постановление «О федеральных учреждениях Российской Республики» и оформил создание Российской Социалистической Федеративной Советской Республики (РСФСР). РСФСР учреждалась на основе свободного союза народов как федерация советских национальных республик. Весной 1918 года начался процесс оформления государственности народов, населявших РСФСР.
Первые государственные образования в составе РСФСР — Терская Советская Республика (провозглашена в марте 1918 года на 2-м съезде Советов народов Терека в Пятигорске), Таврическая советская социалистическая республика (провозглашена декретом Таврического ЦИК 21 марта в Симферополе), Донская Советская Республика (образована 23 марта декретом областного ВРК), Туркестанская АССР (провозглашена 30 апреля на 5-м съезде Советов Туркестанского края в Ташкенте), Кубано-Черноморская советская республика (провозглашена 3-м съездом Советов Кубани и Черноморья 27—30 мая в Екатеринодаре), Ставропольская советская республика (провозглашена 1(14) января 1918 года). На 1-м съезде Советов Северного Кавказа 7 июля была образована Северо-Кавказская советская республика, в которую вошли Кубано-Черноморская, Терская и Ставропольская советские республики.
Декретом ВЦИК от 21 января (3 февраля) 1918 года были аннулированы иностранные и внутренние займы царского и Временного правительств. Были аннулированы договоры, заключённые царским и Временным правительствами с другими государствами.
В результате заключения Брестского мирного договора от Советской России была отторгнута территория площадью 780 тыс. км² с населением 56 млн человек (треть населения Российской империи) и на которой находились (до революции): 27 % обрабатываемой сельскохозяйственной земли, 26 % всей железнодорожной сети, 33 % текстильной промышленности, выплавлялось 73 % железа и стали, добывалось 89 % каменного угля и изготовлялось 90 % сахара; располагались 918 текстильных фабрик, 574 пивоваренных завода, 133 табачных фабрики, 1685 винокуренных заводов, 244 химических предприятия, 615 целлюлозных фабрик, 1073 машиностроительных завода и проживало 40 % промышленных рабочих.
Одновременно Россия выводила с указанных территорий все свои войска, а Германия, наоборот, туда вводила и сохраняла за собой контроль над Моозундским архипелагом и Рижским заливом. Кроме того, русские войска должны были покинуть Финляндию, Аландские о-ва близ Швеции, округа Карс, Ардаган и Батум передавались Турции. 13 ноября 1918 года, после поражения Австро-Венгрии и Германии в Первой мировой войне, Брестский договор был аннулирован ВЦИК.

## Праздник

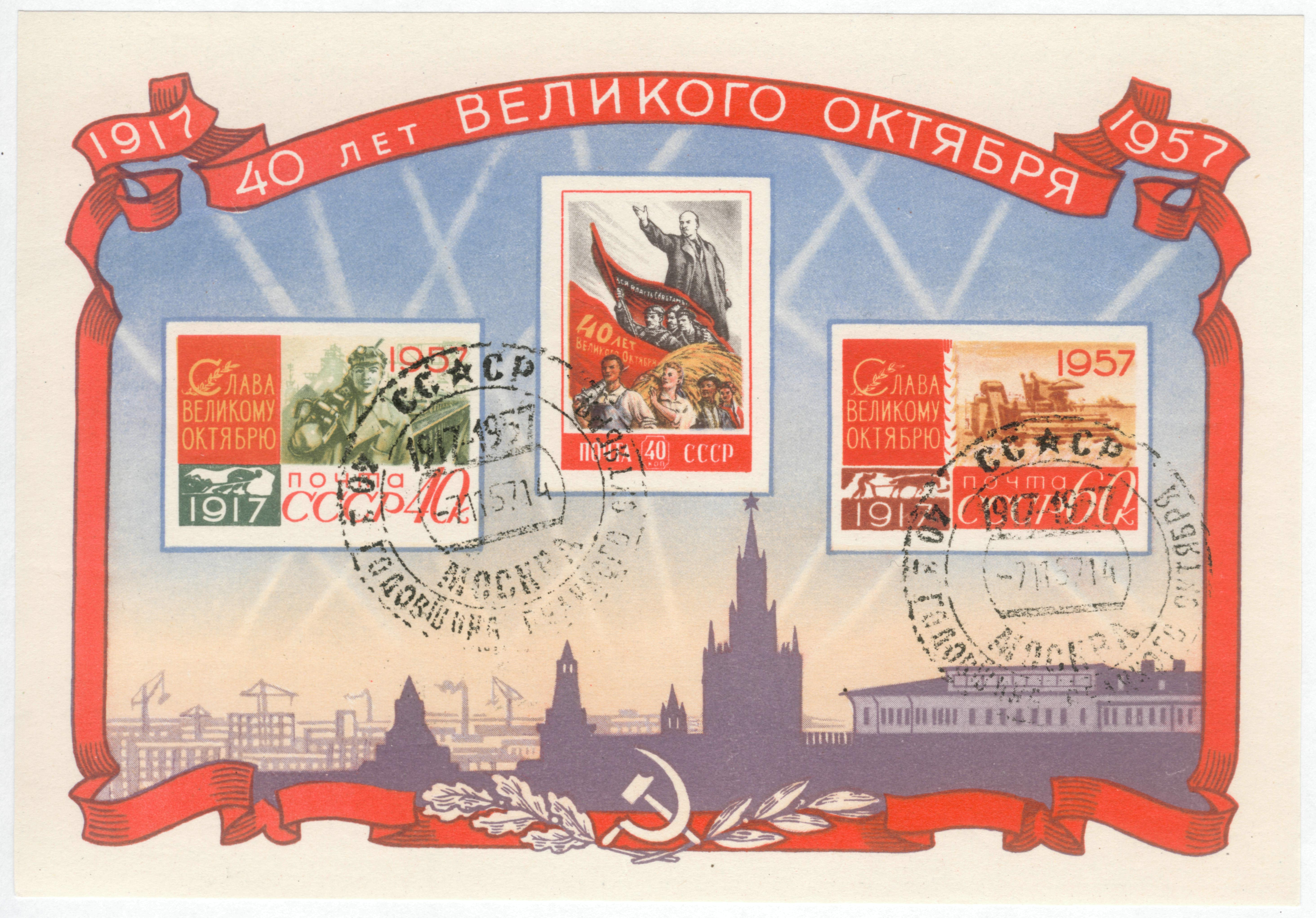
Москва на почтовом блоке 40 лет Великого Октября. 1957

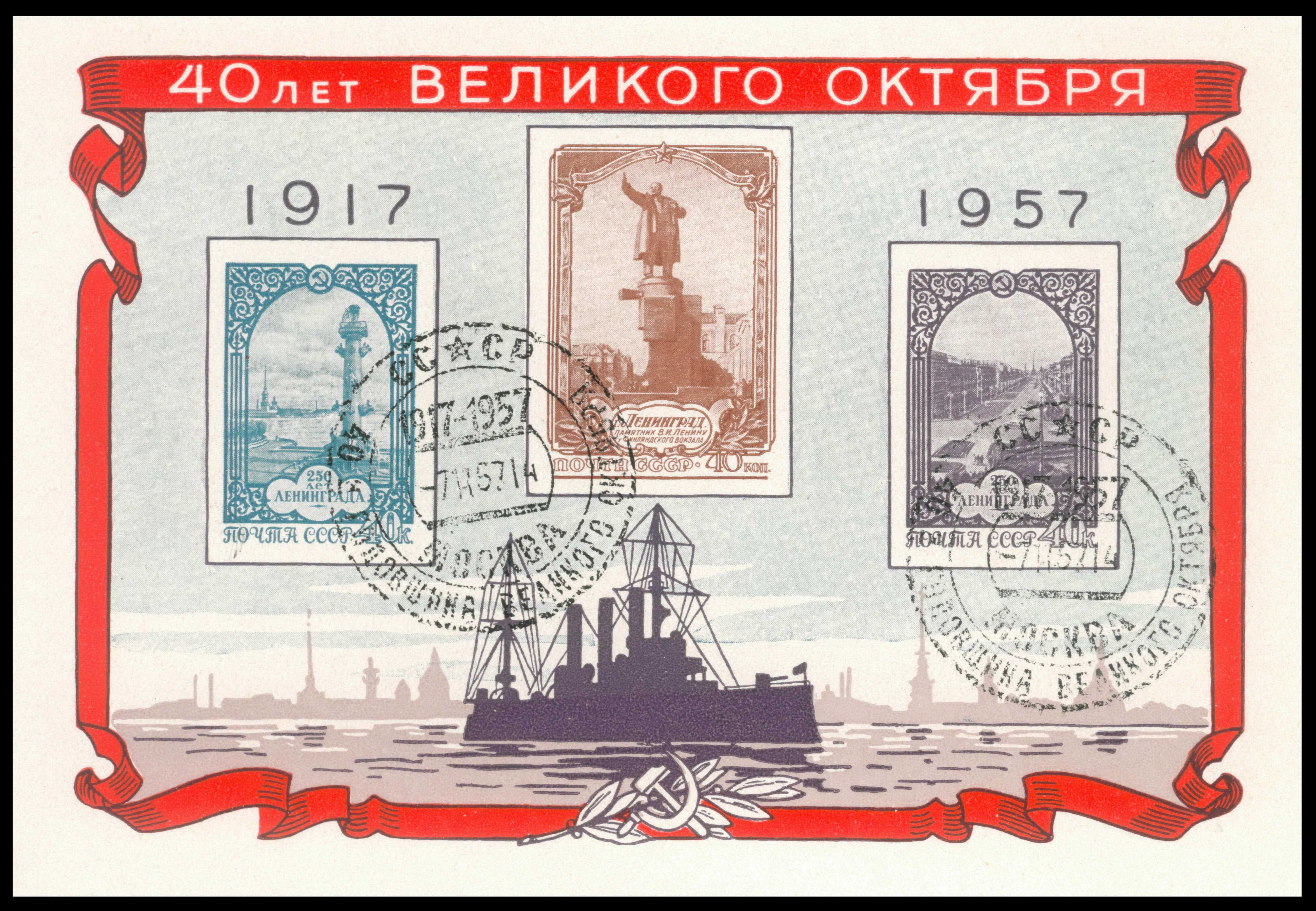
Петроград и крейсер Аврора на почтовом блоке 40 лет Великого Октября. 1957

День революции почти сразу же стал праздником нового советского государства. В кодексе РСФСР о труде 1918 года он был включён в число государственных праздников как «День Пролетарской Революции».
После образования СССР он также сохранил свой статус официального советского праздника.
При Сталине оформилась традиция празднования дня Октябрьской революции: проводились военные парады и демонстрации, выступали вожди на трибуне Мавзолея, на предприятиях проводились торжественные праздничные собрания.
Традиция не была прервана и Великой Отечественной войной. 7 ноября 1941 года, когда вермахт наступал на Москву, прошёл военный парад, после которого солдаты шли на фронт.
Этот парад имел большое значение для поднятия морального духа армии и всей страны.
После распада СССР 7 ноября перестал считаться праздником, но после поправок в закон о «О днях воинской славы (победных днях) России» стал памятным днём, связанным с парадом 1941 года.

## Реакция Православной церкви
Официальные органы Русской православной церкви в первые дни революции никак не реагировали на приход к власти большевиков. Ни слова об октябрьских событиях в Петрограде нет в официальных печатных органах церкви того времени — епархиальных «Ведомостях» и синодальном журнале «Церковные ведомости». Историк А. В. Соколов отмечает, что Совнарком стал упоминаться как носитель власти только после разгона Учредительного собрания. Реакция церковных иерархов на известия о революции также зачастую была равнодушной. Например, будущий патриарх Московский Алексий (Симанский) в письме так сформулировал своё мнение: «по правде сказать, не все ли равно — Ленин или Керенский? Первый открыто объявляет себя врагом всего доброго, а второй такой же авантюрист, но под внешней формой государственного деятеля». Стоит также учесть, что как раз в дни революции в Москве было более важное событие для церкви — Поместный собор, который должен был избрать патриарха. Собравшиеся в Москве делегаты собора пытались выступить посредниками между большевиками и их противниками в ходе Октябрьского вооруженного восстания. После подавления восстания в Москве, 11 ноября 1917 года Собор издал обращение «Ко всем чадам церкви» с осуждением кровопролития, но в этом документе большевики даже не упомянуты. Со своей стороны советские власти не препятствовали избранию патриарха, в ноябре — декабре 1917 года не вмешивались в деятельность её учреждений в Петрограде и сохраняли государственное финансирование церкви (оно прекратилось лишь после издания в январе 1918 года Декрета об отделении церкви от государства).

## Современники о революции

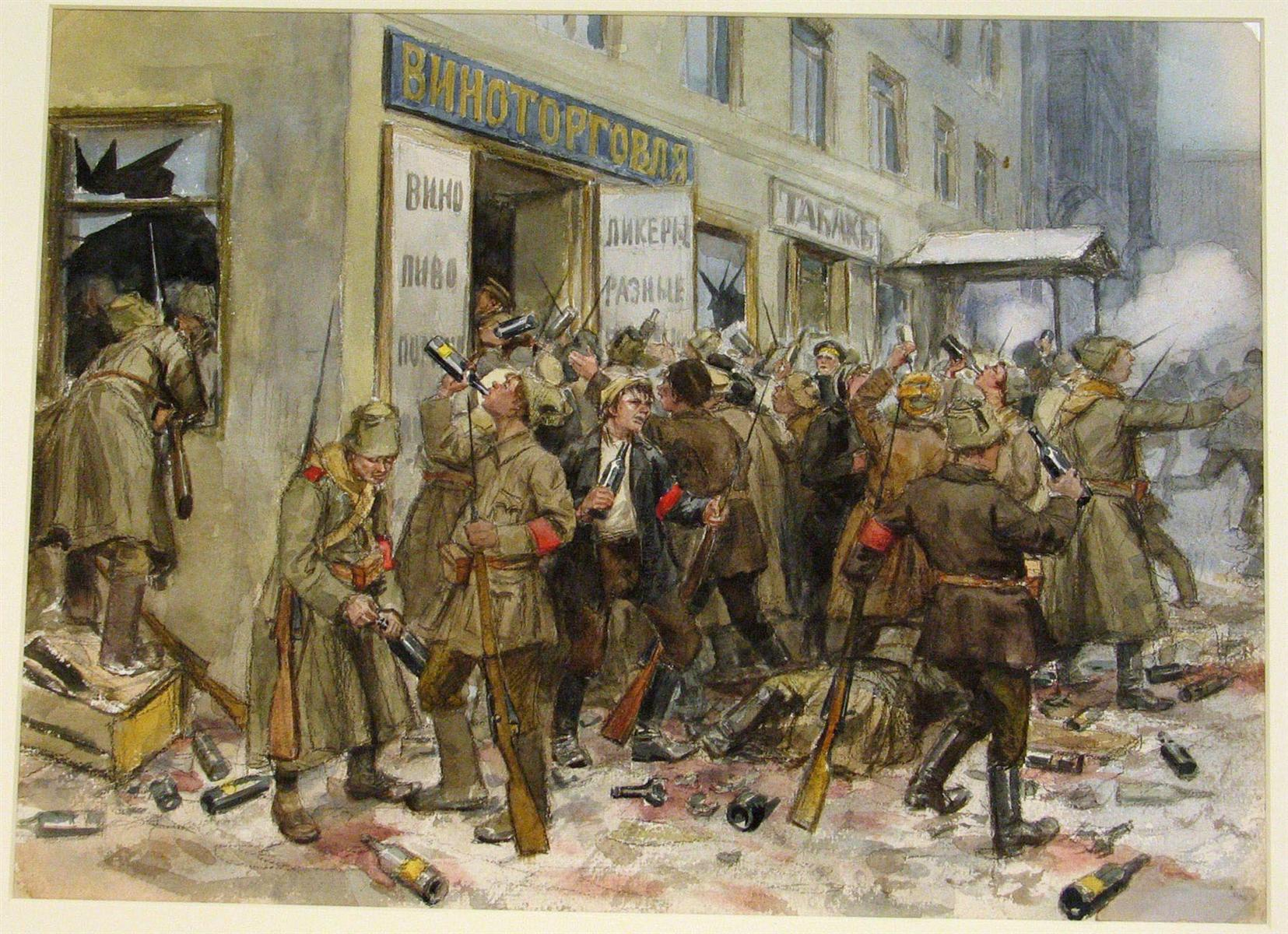
«Погром винного магазина», картина И. А. Владимирова

Ниже приводятся некоторые высказывания свидетелей и современников революционных событий.

...В силу целого ряда условий у нас почти совершенно прекращено книгопечатание и книгоиздательство и, в то же время, одна за другой уничтожаются ценнейшие библиотеки. Вот недавно разграблены мужиками имения Худекова, Оболенского и целый ряд других имений. Мужики развезли по домам всё, что имело ценность в их глазах, а библиотеки — сожгли, рояли изрубили топорами, картины — изорвали...
«Новая Жизнь» № 195, 7 (20) декабря 1917 г.
...Вот уже почти две недели, каждую ночь толпы людей грабят винные погреба, напиваются, бьют друг друга бутылками по башкам, режут руки осколками стекла и точно свиньи валяются в грязи, в крови. За эти дни истреблено вина на несколько десятков миллионов рублей и, конечно, будет истреблено на сотни миллионов.
Если б этот ценный товар продать в Швецию — мы могли бы получить за него золотом или товарами, необходимыми стране — мануфактурой, лекарствами, машинами.
Люди из Смольного, спохватясь несколько поздно, грозят за пьянство строгими карами, но пьяницы угроз не боятся и продолжают уничтожать товар, который давно бы следовало реквизировать, объявить собственностью обнищавшей нации и выгодно, с пользой для всех, продать.
Во время винных погромов людей пристреливают, как бешеных волков, постепенно приучая к спокойному истреблению ближнего... «Новая Жизнь» № 195, 7 (20) декабря 1917 г.
...Банки захватили? Это было бы хорошо, если б в банках лежал хлеб, которым можно досыта накормить детей. Но хлеба в банках нет, и дети изо дня в день недоедают, среди них растёт истощение, растёт смертность... «Новая Жизнь» № 205, 19 декабря 1917 г. (1 января 1918 г.)
...Уничтожив именем пролетариата старые суды, гг. народные комиссары этим самым укрепили в сознании «улицы» её право на «самосуд» — звериное право... Уличные «самосуды» стали ежедневным «бытовым явлением», и надо помнить, что каждый из них всё более и более расширяет, углубляет тупую, болезненную жестокость толпы.
Рабочий Костин пытался защитить избиваемых — его тоже убили. Нет сомнения, что изобьют всякого, кто решится протестовать против «самосуда» улицы.
Нужно ли говорить о том, что «самосуды» никого не устрашают, что уличные грабежи и воровство становятся всё нахальнее?...
— Максим Горький, «Несвоевременные мысли», «Новая Жизнь» № 207, 21 декабря 1917 г. (3 января 1918 г.)

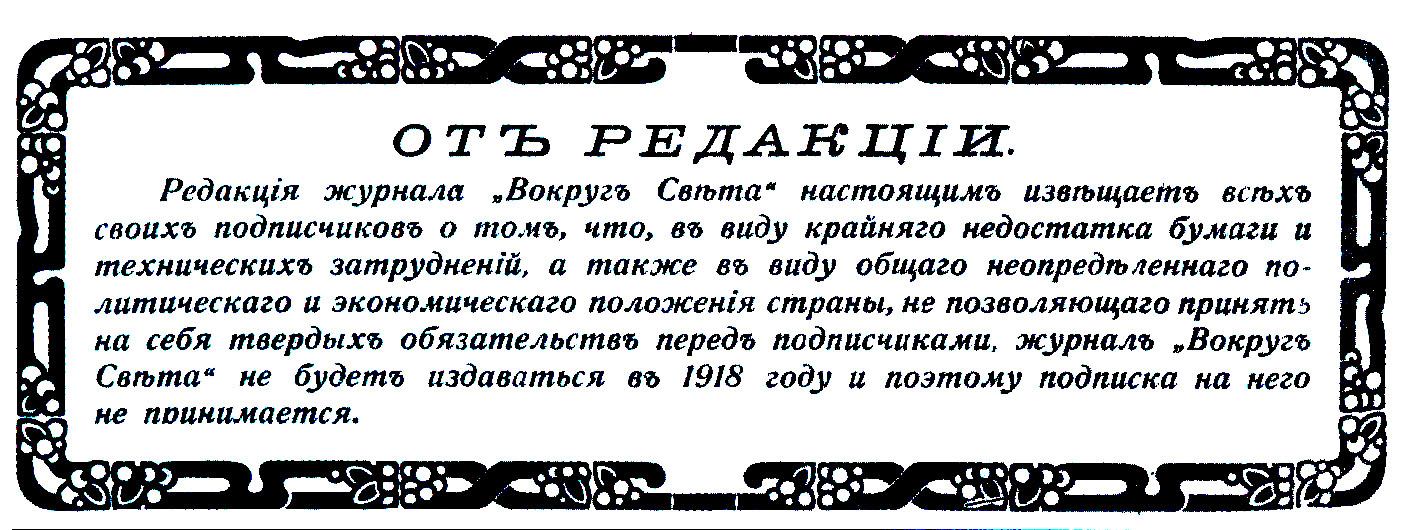
Объявление в последнем номере журнала Вокруг света о прекращении выпуска после Октябрьской революции. Выпуск будет возобновлён через 10 лет

И. А. Бунин писал о последствиях революции:

Наши дети, внуки не будут в состоянии даже представить себе ту Россию, в которой мы когда-то жили, которую мы не ценили, не понимали, — всю эту мощь, сложность, богатство, счастье...
— Иван Бунин, «Окаянные дни» (дневник 1918—1918)